# Меморіал жертвам Голокосту (П'ятидні)

Монумент на Меморіалі жертвам нацизму, с. П'ятидні. Фото — В. Музиченка

Монумент жертвам Голокосту, с. П'ятидні. Фрагмент: Мати і немовля. Фото — В. Музиченка

Монумент жертвам Голокосту, с. П'ятидні. Фрагмент: Чоловік закриває собою сім'ю. Фото — В. Музиченка

Монумент жертвам Голокосту, с. П'ятидні. Фрагмент: Жінка з дитиною. Фото — В. Музиченка

Монумент жертвам Голокосту. Фрагмент: Злякана дитина. Фото — В. Музиченка

Монумент жертвам Голокосту, с. П'ятидні. Фрагмент — Подружжя обійнялись. Фото — В. Музиченка

Монумент жертвам Голокосту, с. П'ятидні. Фрагмент: Дитина з лялькою. Фото — В. Музиченка

Монумент жертвам Голокосту, с. П'ятидні. Фрагмент: Скрипаль. Фото — В. Музиченка

Монумент жертвам Голокосту, с. П'ятидні. Фрагмент: Погляд у майбутнє. Фото — В. Музиченка

Монумент жертвам Голокосту, с. П'ятидні. Фрагмент: Рабин. Фото — В. Музиченка

Монумент жертвам Голокосту, с. П'ятидні. Фрагмент: Мати востаннє пригортає дитину. Фото — В. Музиченка

Монумент жертвам Голокосту, с. П'ятидні. Фрагмент: Дідусь. Фото — В. Музиченка

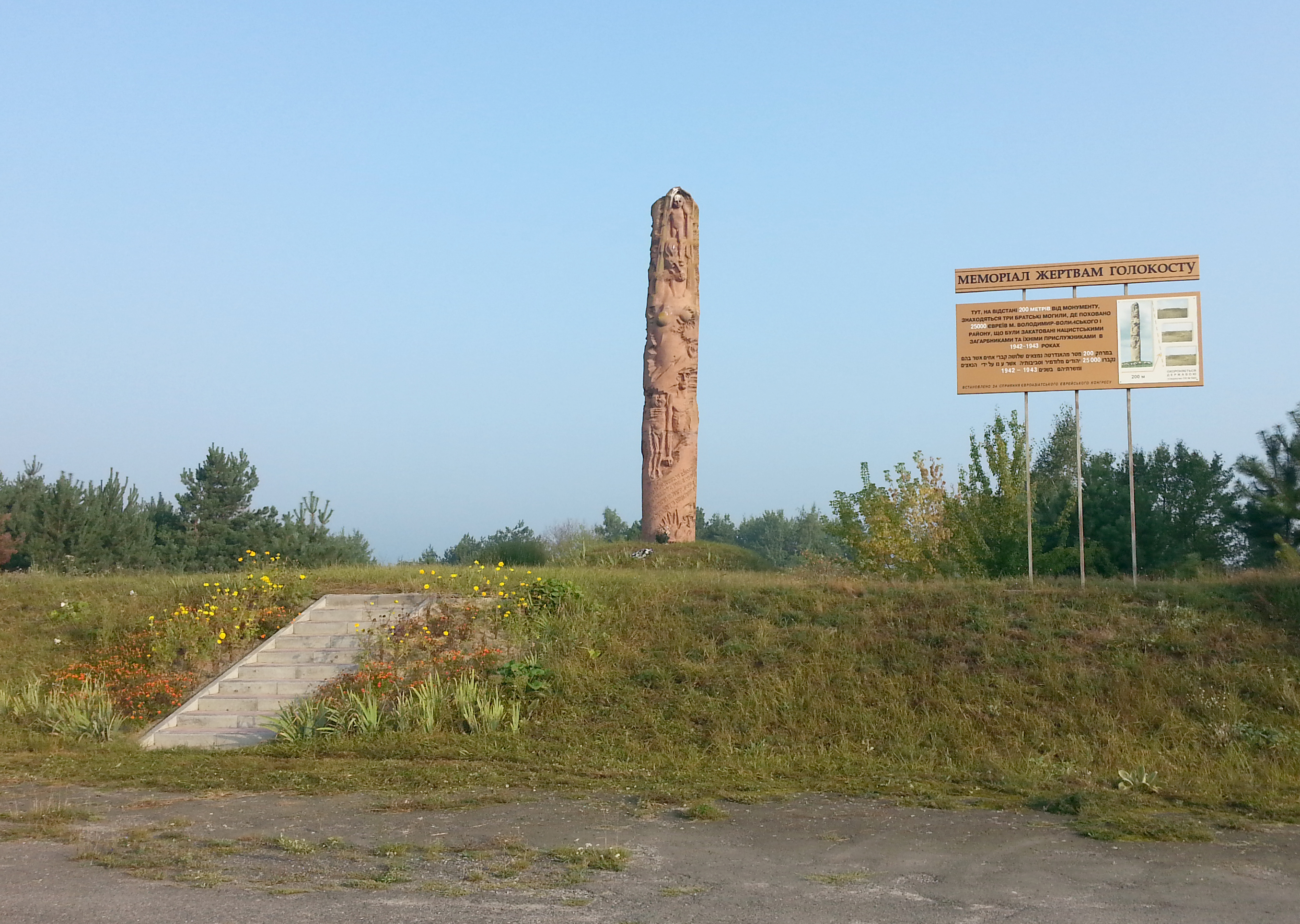
Меморіал жертвам Голокосту в с. П'ятидні. Фото — В. Музиченка

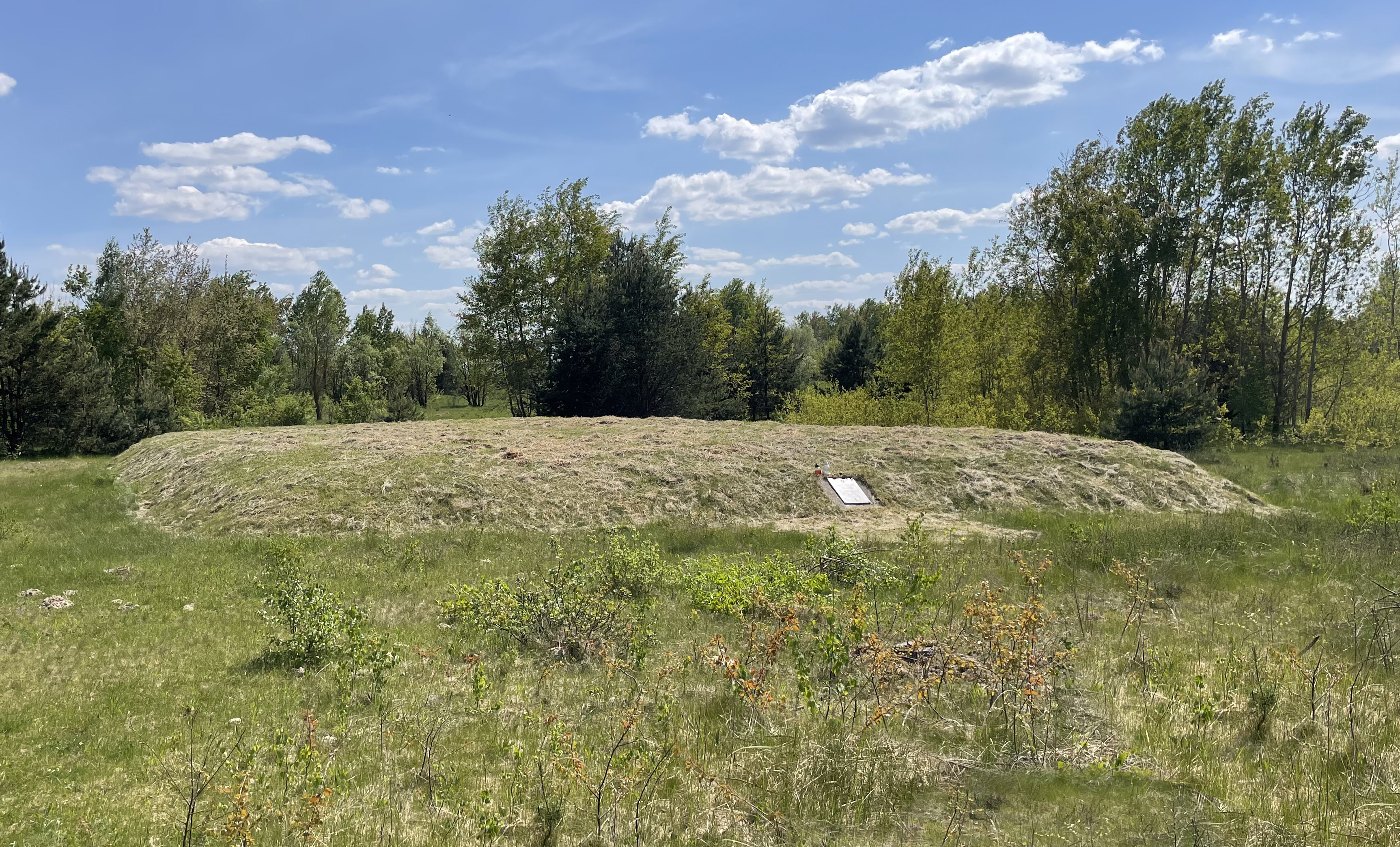
Братська могила №1 (1) на Меморіалі жертвам Голокосту в с. П'ятидні. Фото — В. Музиченка

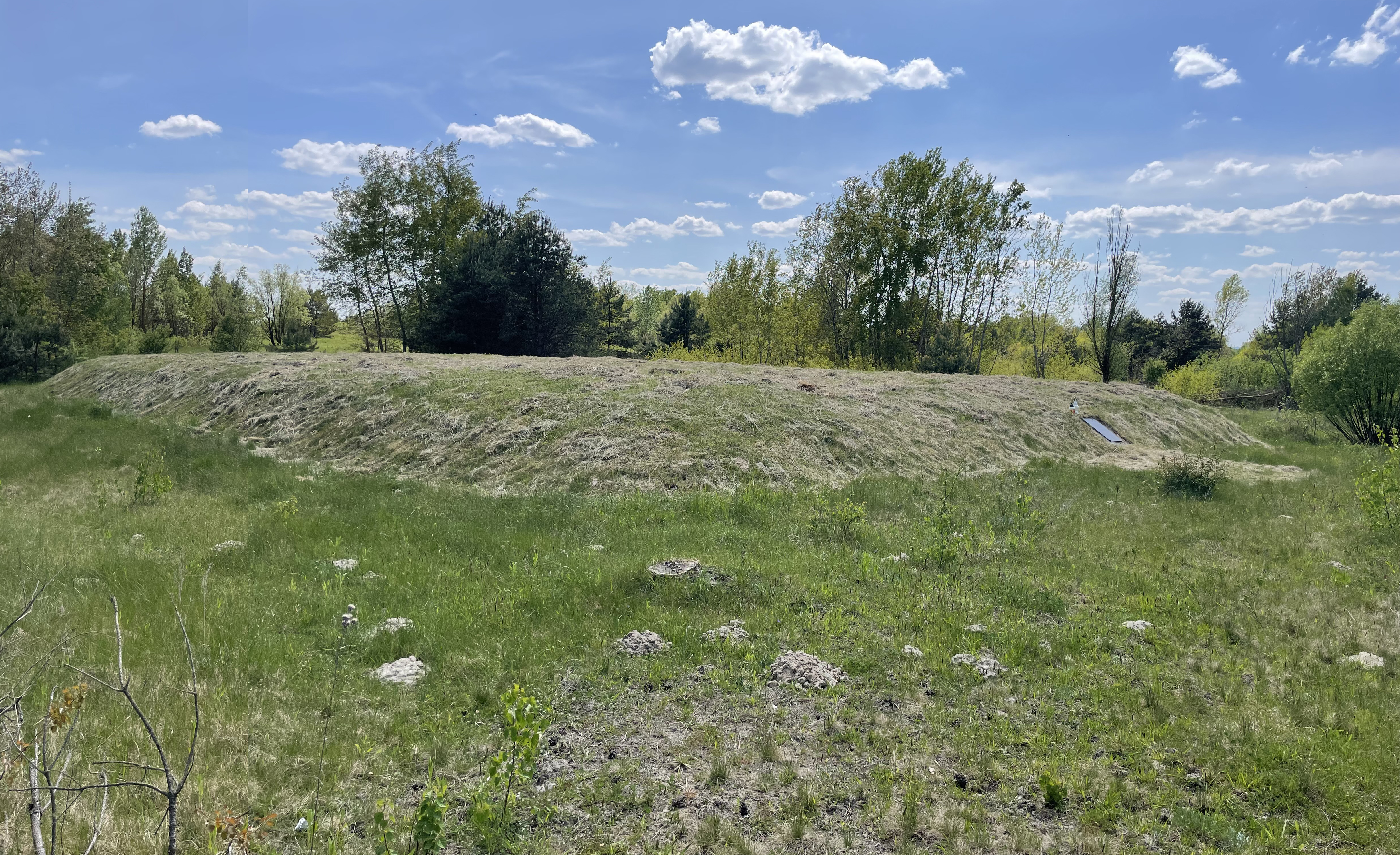
Братська могила №1 (2) на Меморіалі жертвам Голокосту в с. П'ятидні. Фото — В. Музиченка

Меморіал жертвам Голокосту розміщено на околиці с. П'ятиднів Володимирського району. Офіційна назва згідно паспорту об'єкту культурної спадщини: «Могила братська жертв фашизму, с. П'ятидні» — Історична пам'ятка місцевого значення, охоронний номер ОН № 640.
Тут знаходяться три братські могили, де поховано за різними оцінками від 15 до 22 тисяч єврейського населення м. Володимира-Волинського і району. На відстані 300 м на південь від місць масових розстрілів на земляному насипі встановлено пам'ятник.

## Автори монумента
- скульптор — Песах (Петро) Борисович Фліт (народився в Могилеві-Подільському, помер в Єрусалимі);
- архітектор — Андрій Маркович Рудницький (4.12.1928–26.08.2009), професор НУ «Львівська політехніка», доктор архітектури, член Української академії архітектури;
- автор тексту на монументі — Олександр Лізен (Ісроель Лізенберґ, 1911, с. Гайдаки, нині Хмельницького району — 2000, Львів), єврейський письменник, член спілки письменників СРСР, заслужений діяч культури України.

## Історія
На цьому місці в 1942 р. нацистами і їх прислужниками було розстріляно єврейське населення м. Володимира-Волинського і прилеглих населених пунктів.
П. Фліт розповідав: «Протягом двох років спільно з архітектором А. Рудницьким працював над цим твором. Я також це пережив… Адже вся моя сім'я так само мученицьки загинула під Кам'янцем-Подільським у такій же ямі, як ось тут. Тому старався у кожен штрих вкласти свою душу, свої почуття, свою скорботу».
Урочисте відкриття монумента відбулося 17 вересня 1989 р. — у день 50-ти річчя приєднання міста до СРСР.

## Опис
На кожній з могил в 2014р. встановлено меморіальні таблички з текстом українською та івритом:
“Братські могили жертв фашизму - євреїв міста Володимира-Волинського і району, закатованих нацистами та їх поплічниками в 1942-43рр. Вічна їм пам’ять!
Охороняється державою. Охоронний номер ОН 640”
Майданчик навколо обеліска посипано битою червоною цеглою, що символізує землю, рясно политу кров'ю.
Монумент виготовлено зі світло-коричневого бетону на полімерній основі, у вигляді дванадцятиметрової свічки конусоподібної форми. Діаметр в основі — 2,5 м, у вершині — 1,5 м. Пам'ятник є домінантою в навколишньому ландшафті й акцентує меморіальне місце. Його розташовано на пагорбі на відстані близько 300 метрів на північ від траси Н22 Устилуг — Володимир — Луцьк.
На обеліску вибито стилізовані рельєфні зображення загиблих — молодих, старих, дітей. Завершує композицію образ матері з дитям — символ обірваного життя, обірваного людського роду. Вони немов кажуть нащадкам: «На цьому місці не просто вбивали невинних людей. Тут убивали народ».
На пам'ятнику трьома мовами — українською, російською та їдишем — викарбувано:
«25 тысяч советских граждан
убиты здесь в 1942—1943 годах
фашистскими оккупантами».
«Зупинимось, помовчимо хвилину.
Свято присягаємо, жагуче,
Що муки ваші не забудемо довіку,
Всім катам покара неминуча».
,שטעלט זיך, מענטשן, אָפּ אף א מינוט און שווייַגט
און גיט א שוווּע, הייליקע, געטרייַ, און אייַזן-פעסט
אז קיינמאָל, קיינמאָל ניט פארגעסן וועט איר אונדזער פּייַן
און ניט דערלאזן וועט איר קיינמאָל ווידער
Біля монумента встановлено інформаційний щит із написом українською та івритом:
«Тут, на відстані 200 метрів від монументу, знаходяться три братські могили, де поховано 25000 євреїв м. Володимир-Волинського і району, що були закатовані нацистськими загарбниками і їхніми прислужниками в 1942-1943 роках».
במרחק 200 מטר מהאנדרטה מצויים 3 קברי אחים בהם נרצחו 25,000 יהודי לודמיר והסביבה על ידי הנאצים ועוזריהם 1942-1943

## Примітки

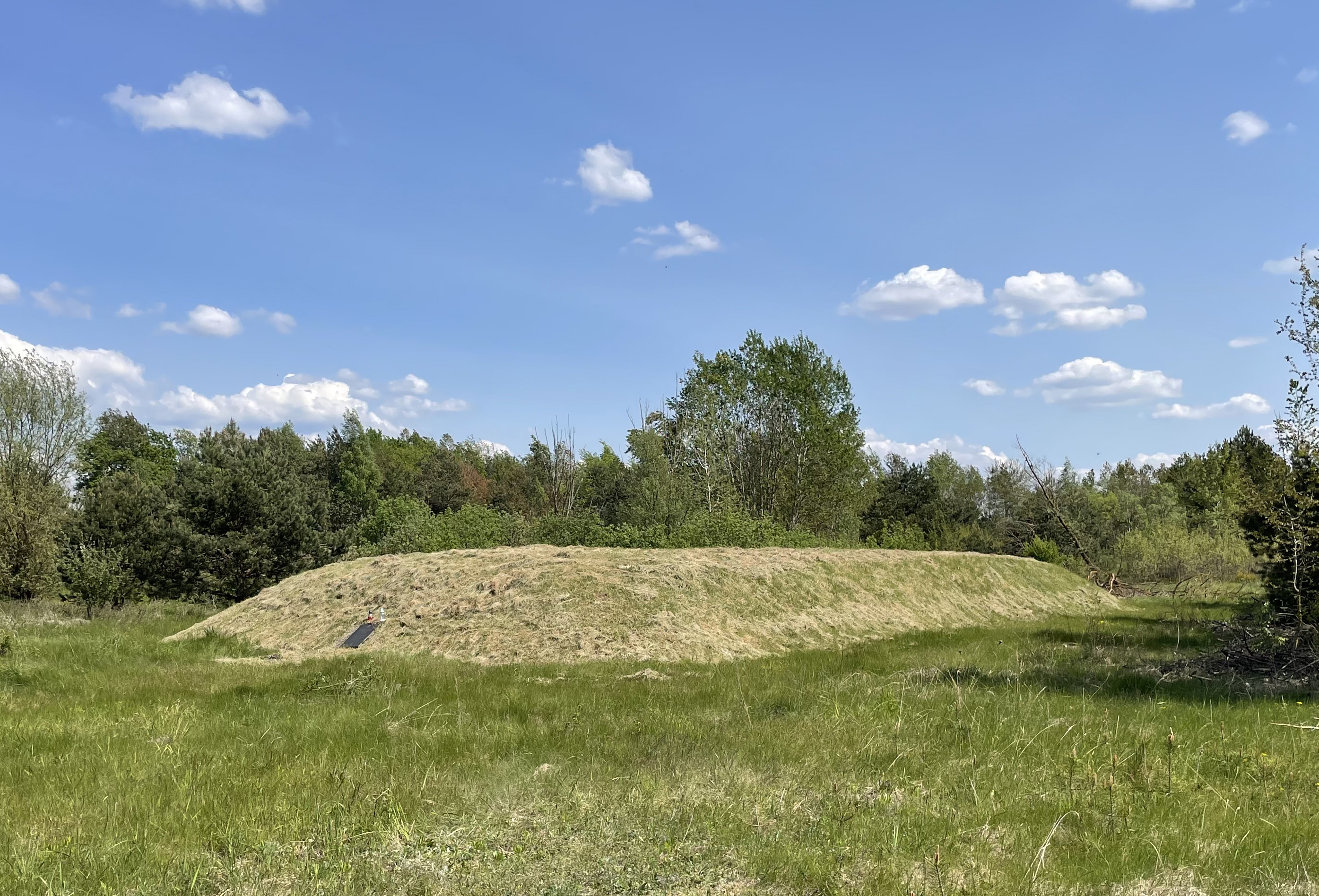
Братська могила №2 (1). Меморіал жертвам Голокосту с.П'ятидні. Фото — В. Музиченка

## Галерея 1

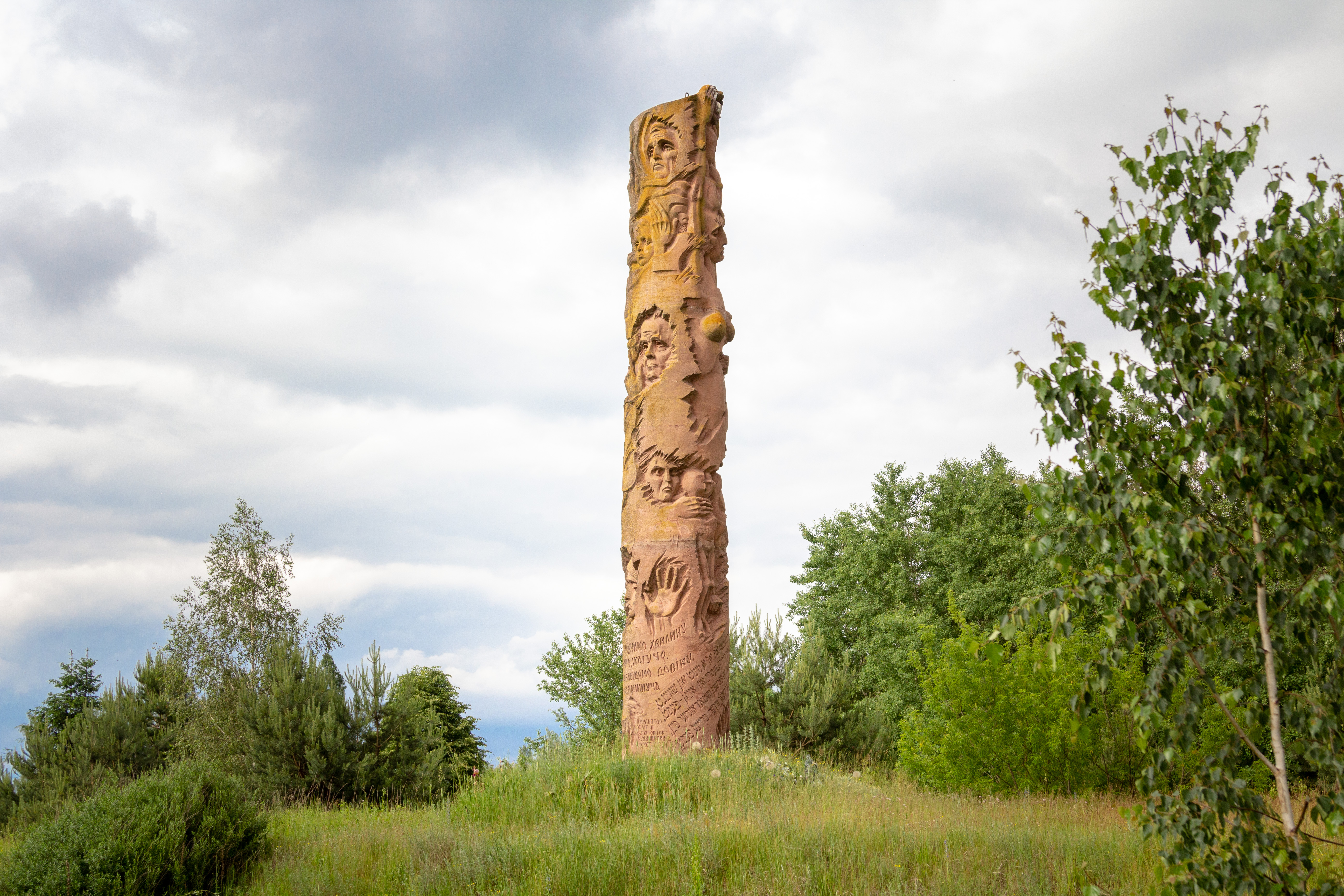
Монумент жертвам Голокосту, с. П'ятидні
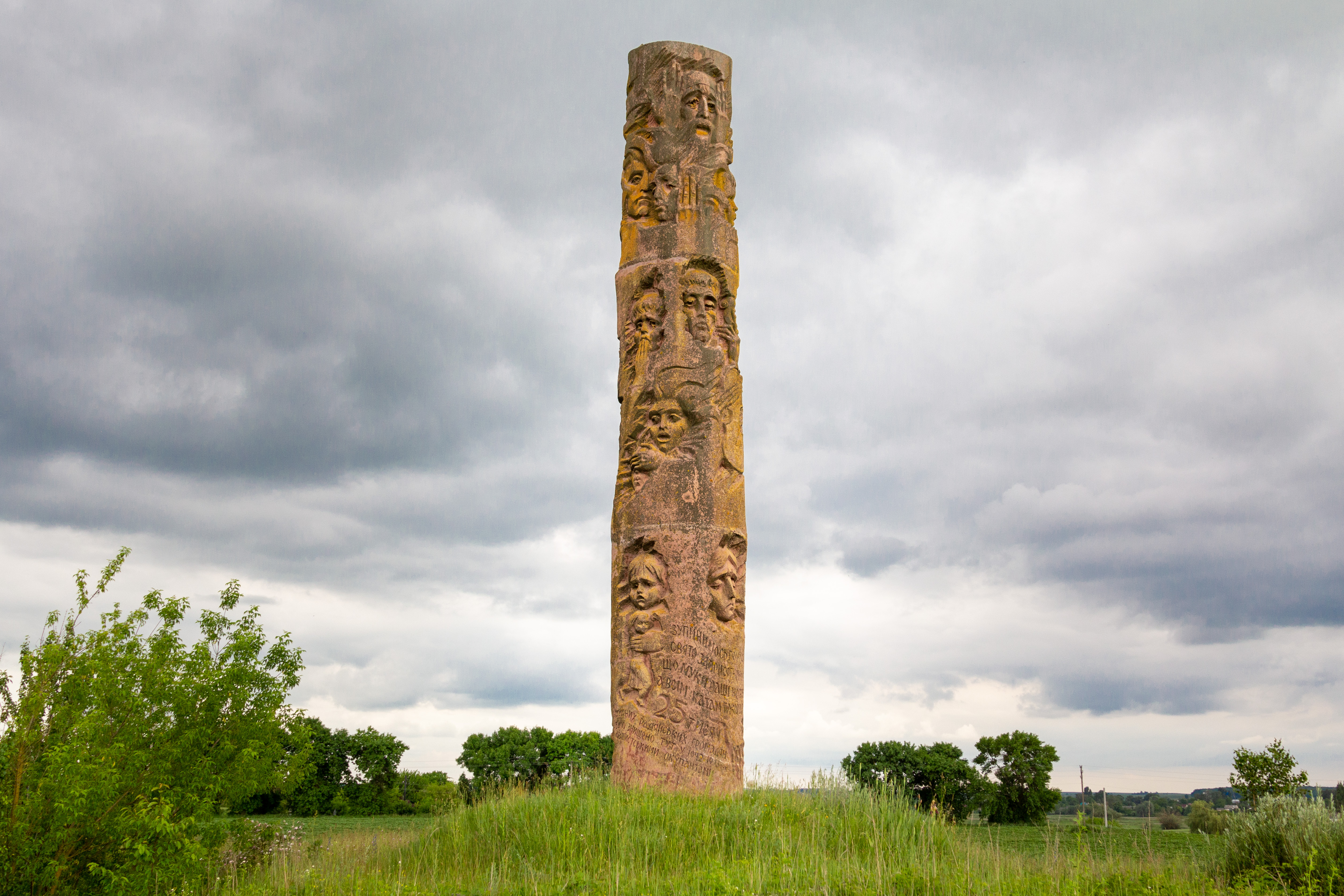
Монумент жертвам Голокосту, с. П'ятидні
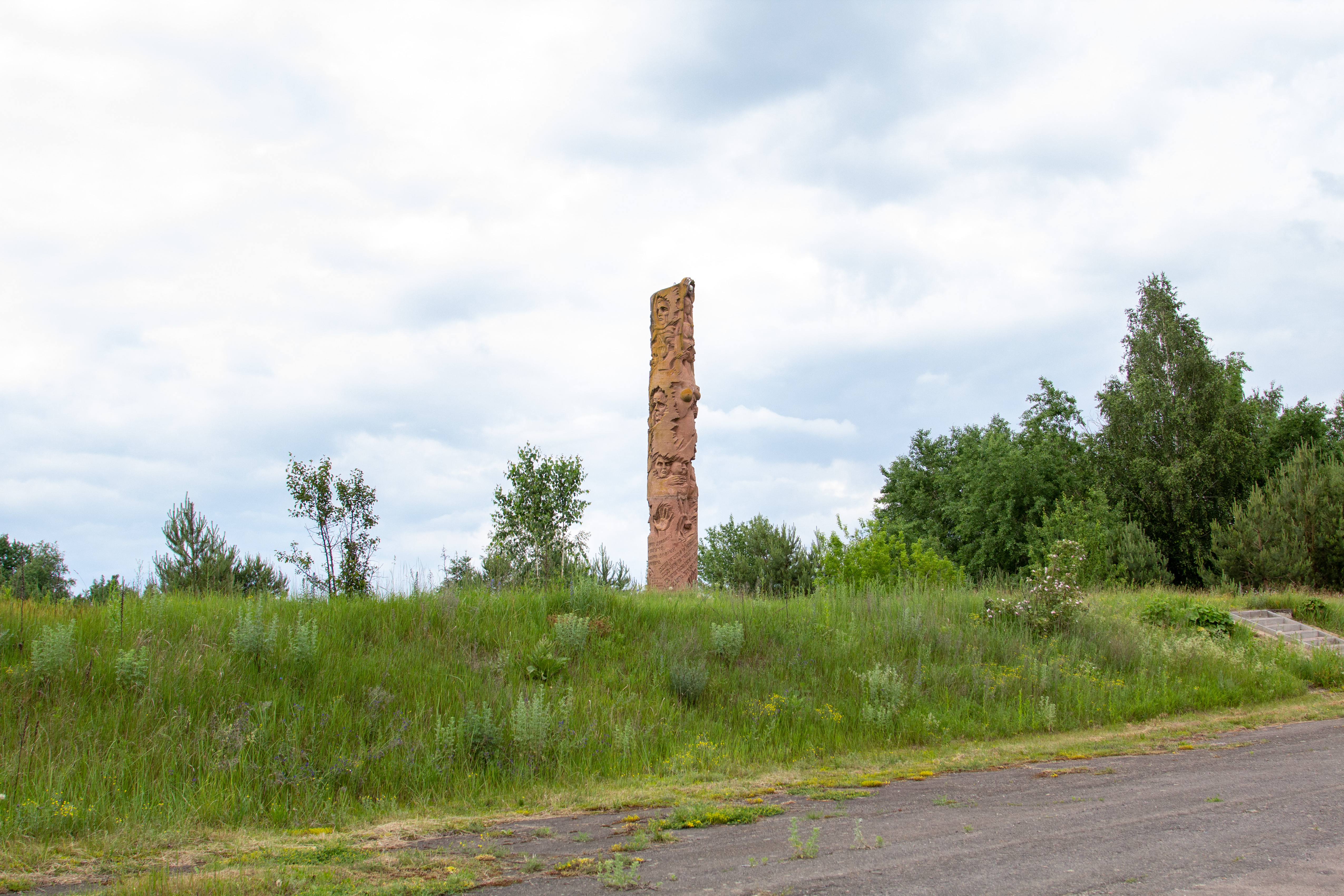
Монумент жертвам Голокосту, с. П'ятидні
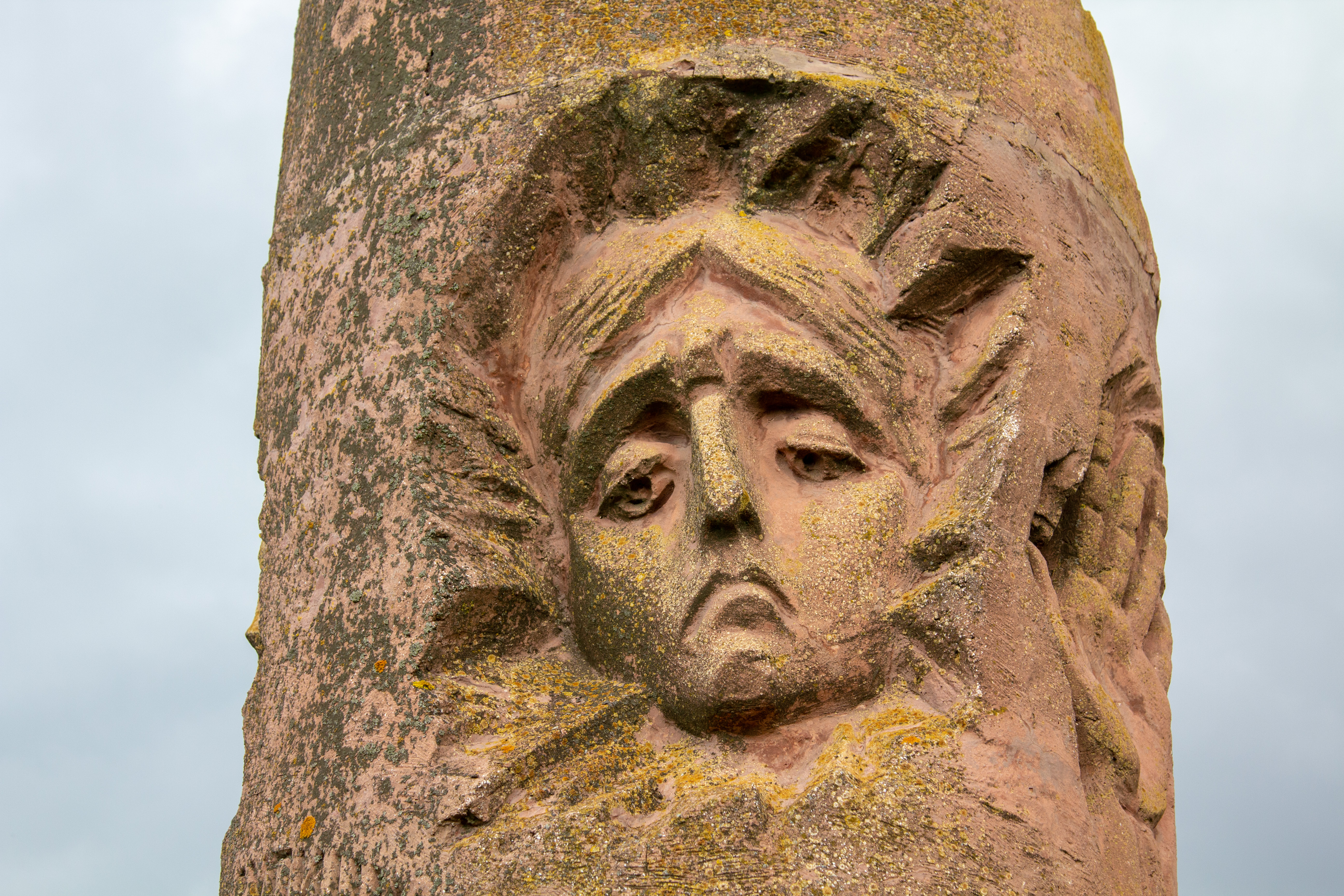
Монумент жертвам Голокосту, с. П'ятидні
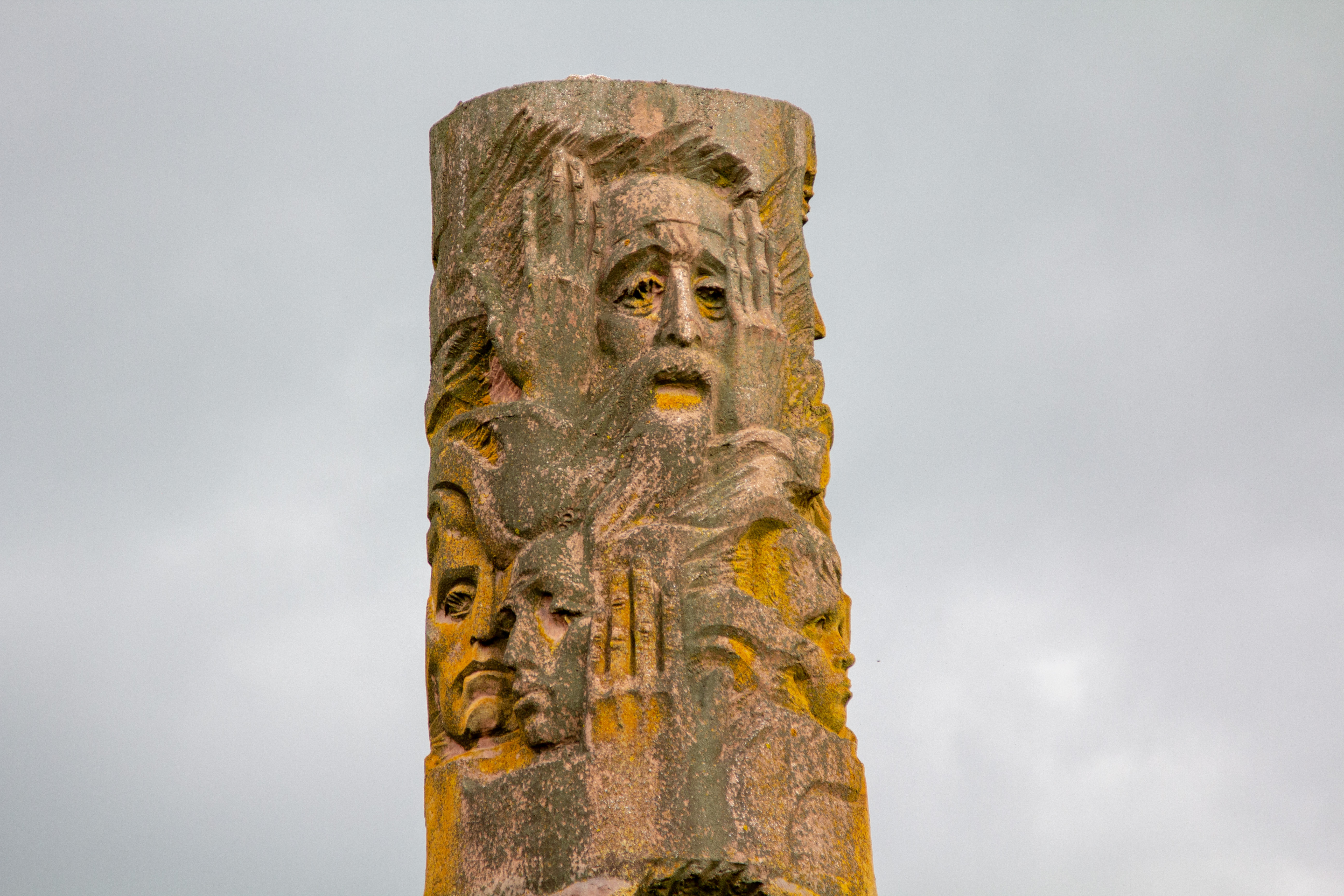
Монумент жертвам Голокосту, с. П'ятидні
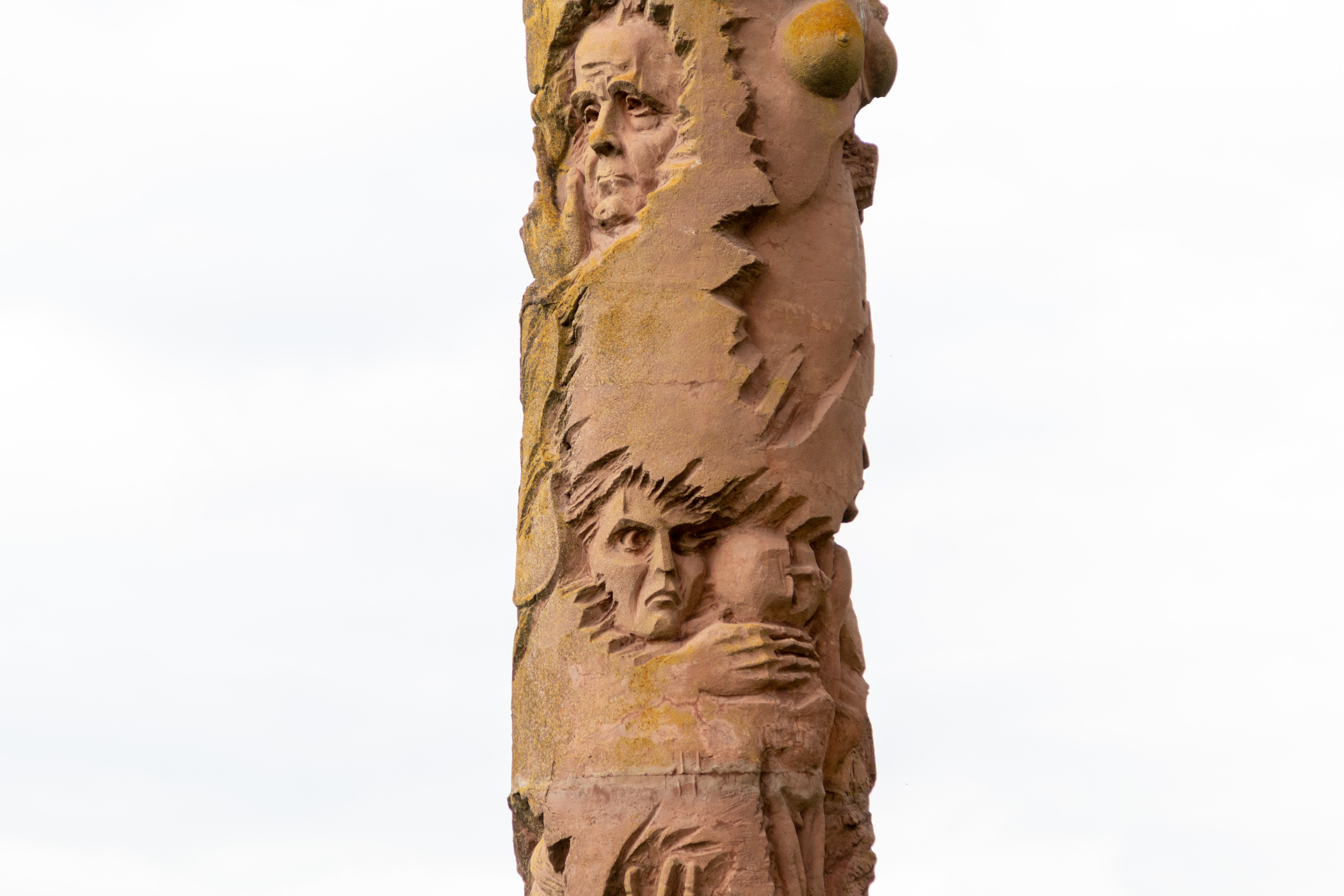
Монумент жертвам Голокосту, с. П'ятидні
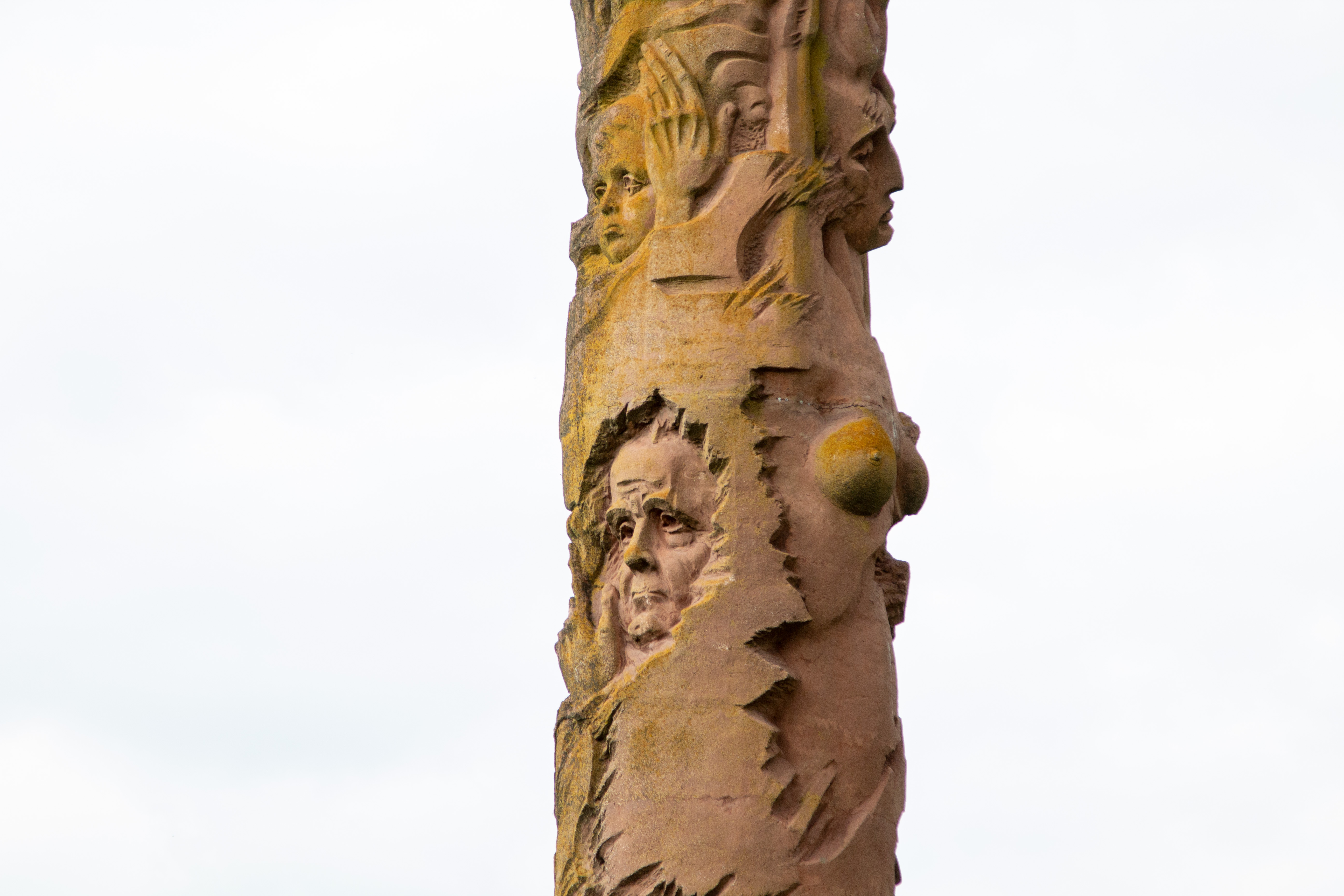
Монумент жертвам Голокосту, с. П'ятидні
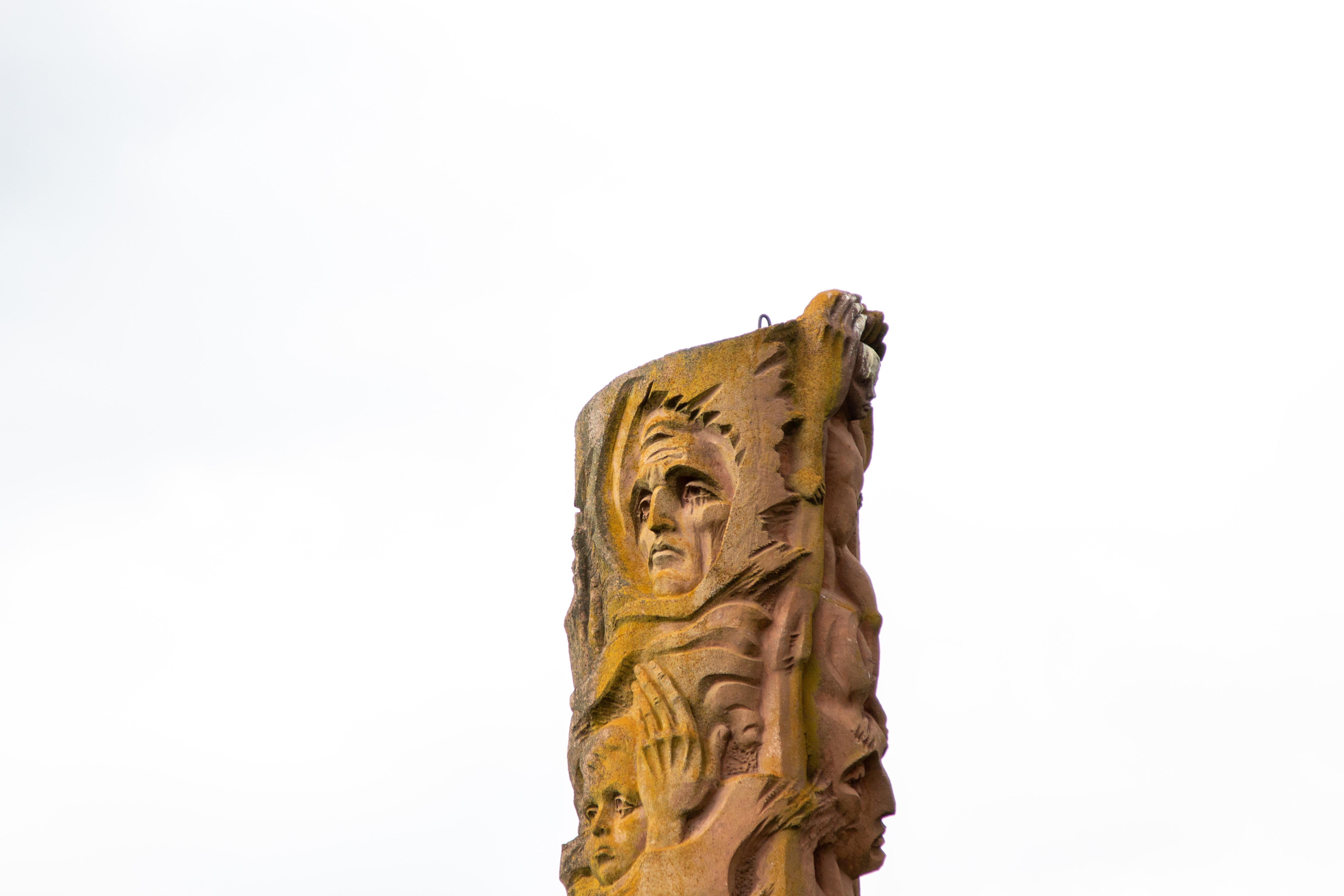
Монумент жертвам Голокосту, с. П'ятидні
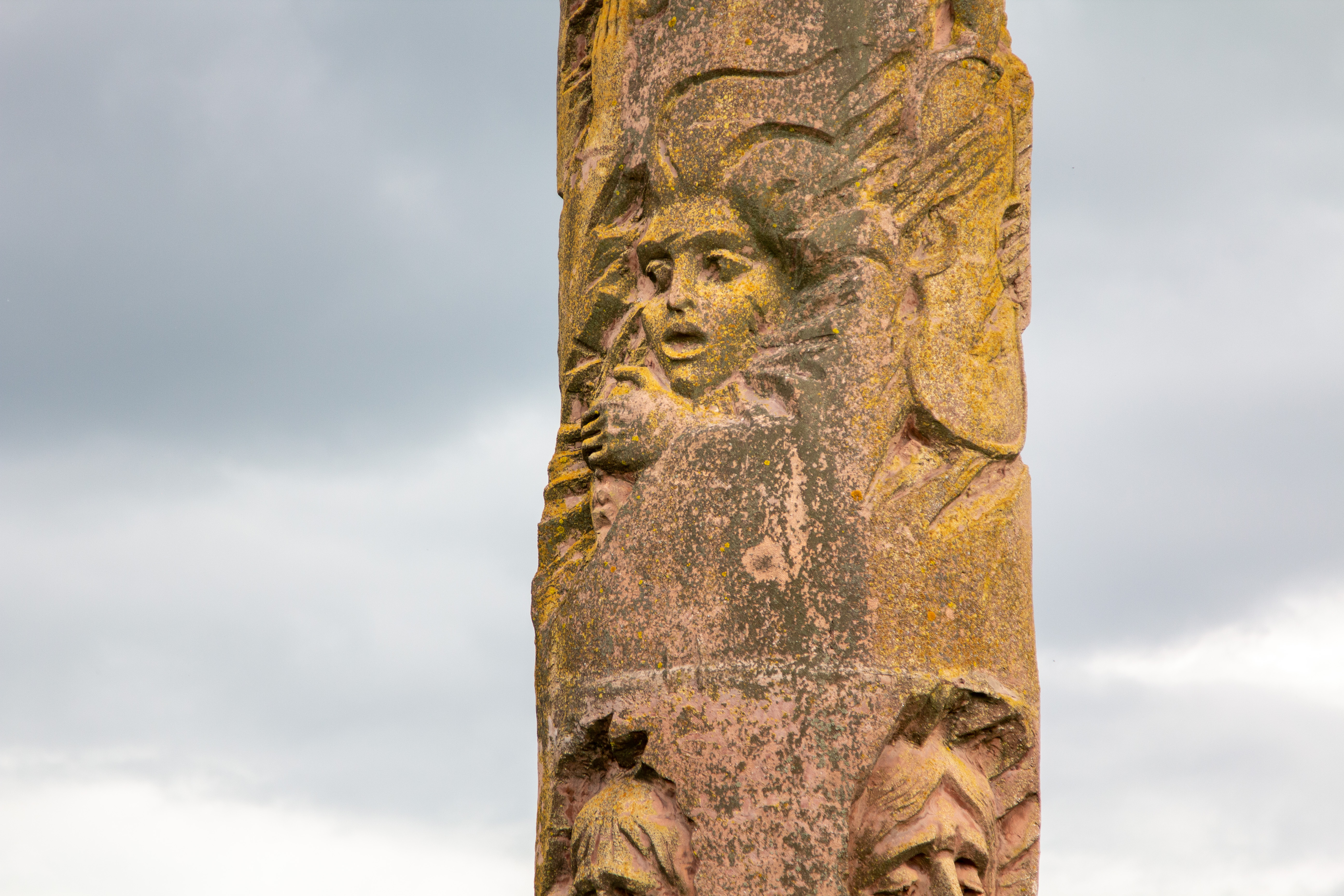
Монумент жертвам Голокосту, с. П'ятидні
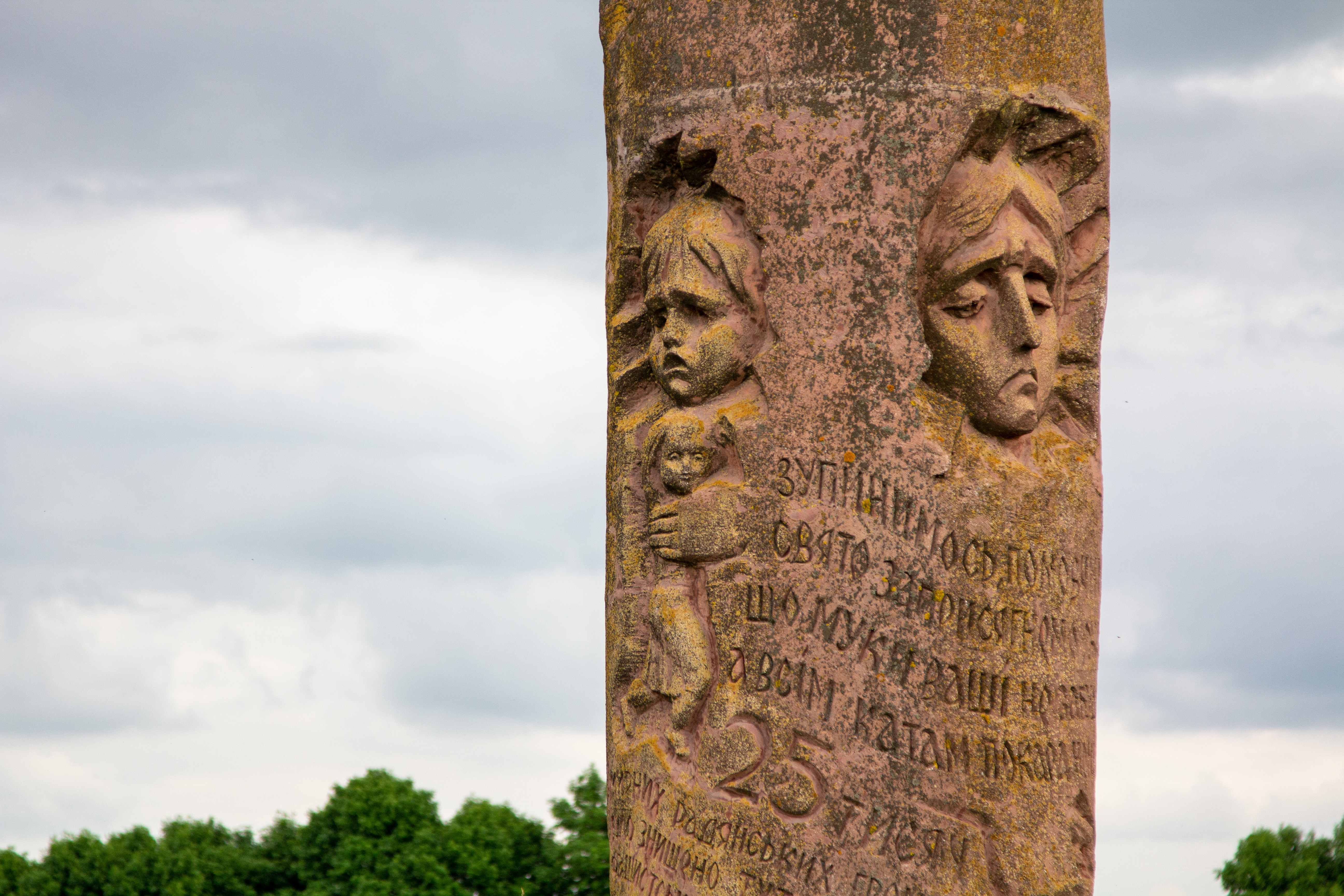
Монумент жертвам Голокосту, с. П'ятидні
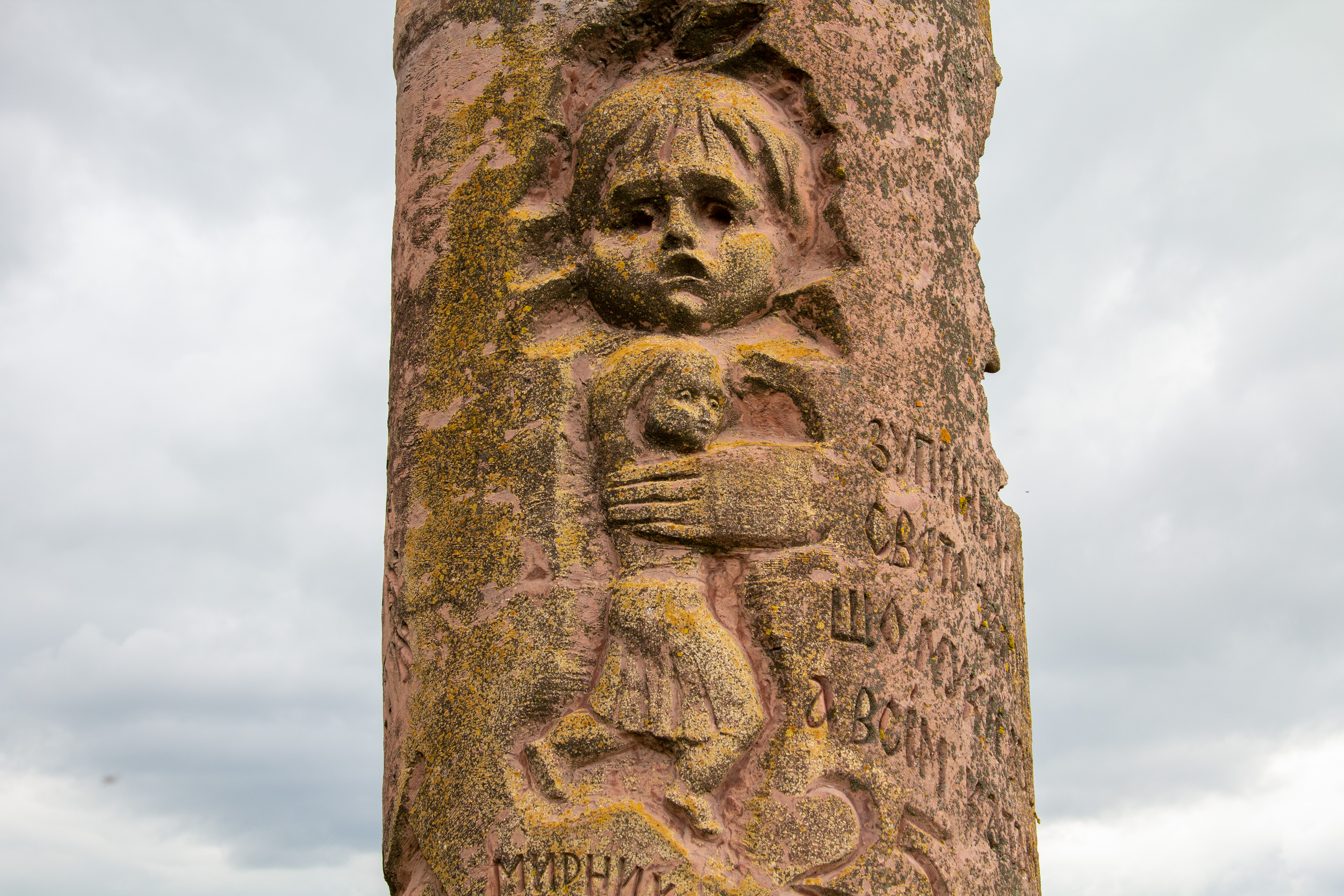
Монумент жертвам Голокосту, с. П'ятидні
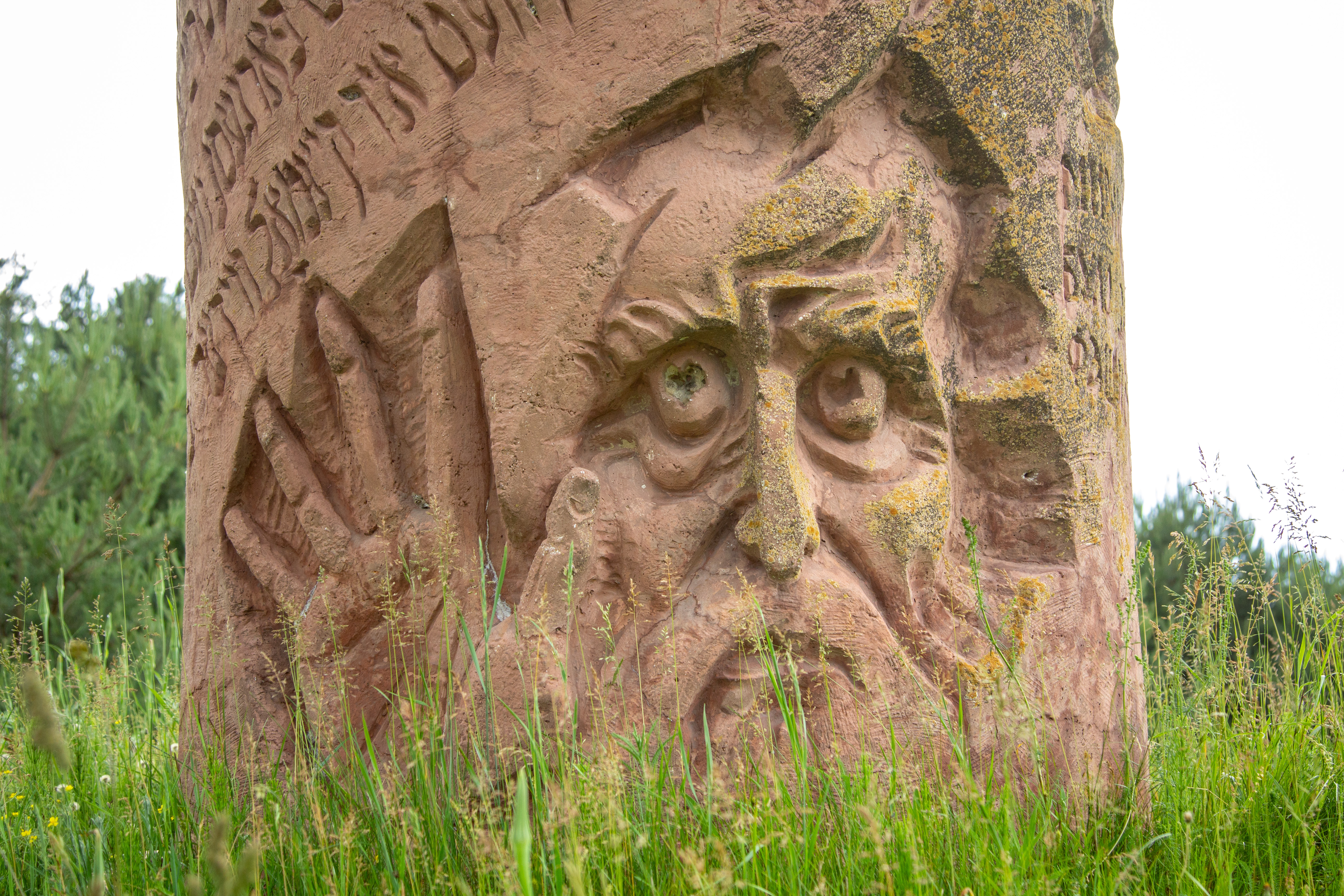
Монумент жертвам Голокосту, с. П'ятидні
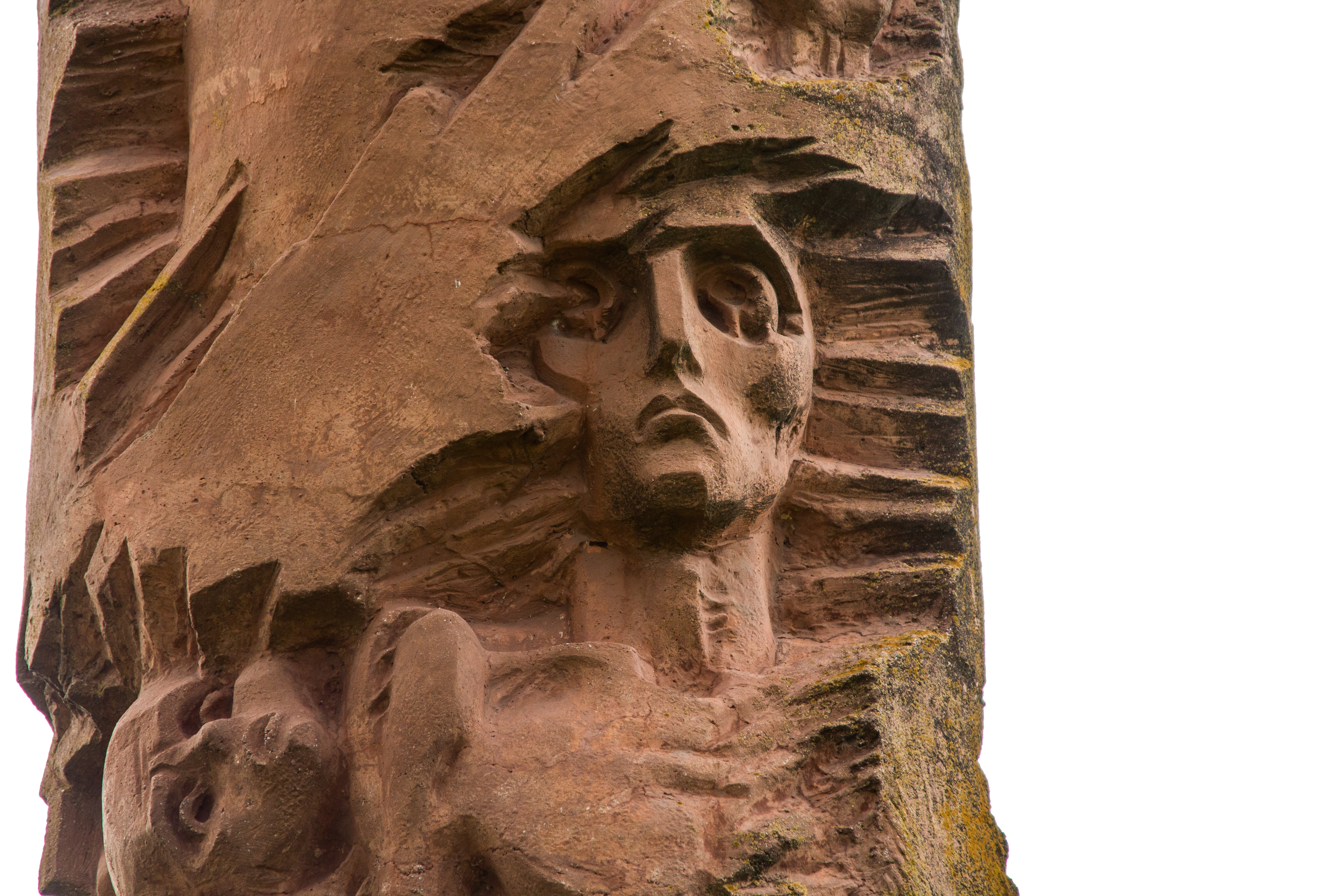
Монумент жертвам Голокосту, с. П'ятидні
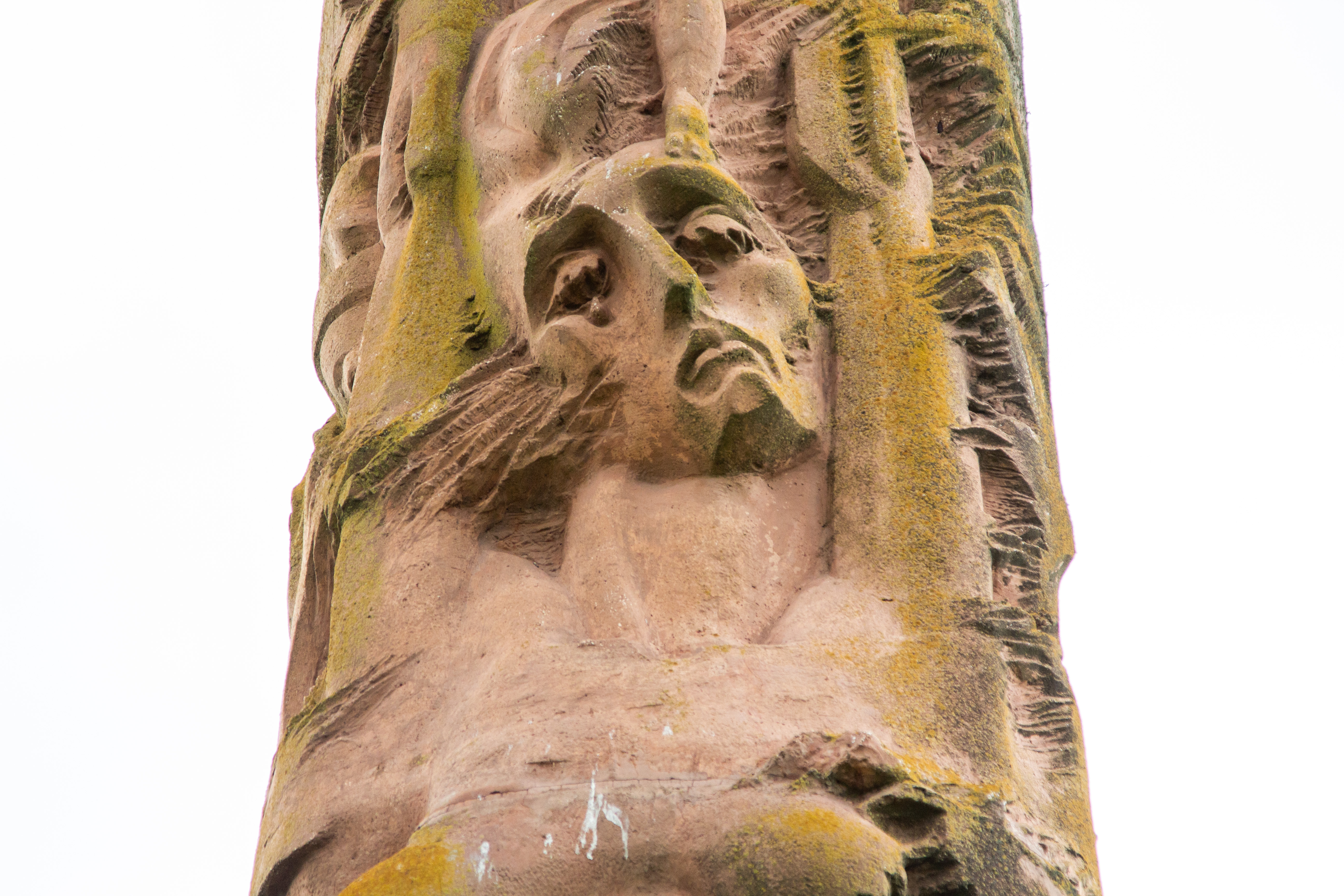
Монумент жертвам Голокосту, с. П'ятидні
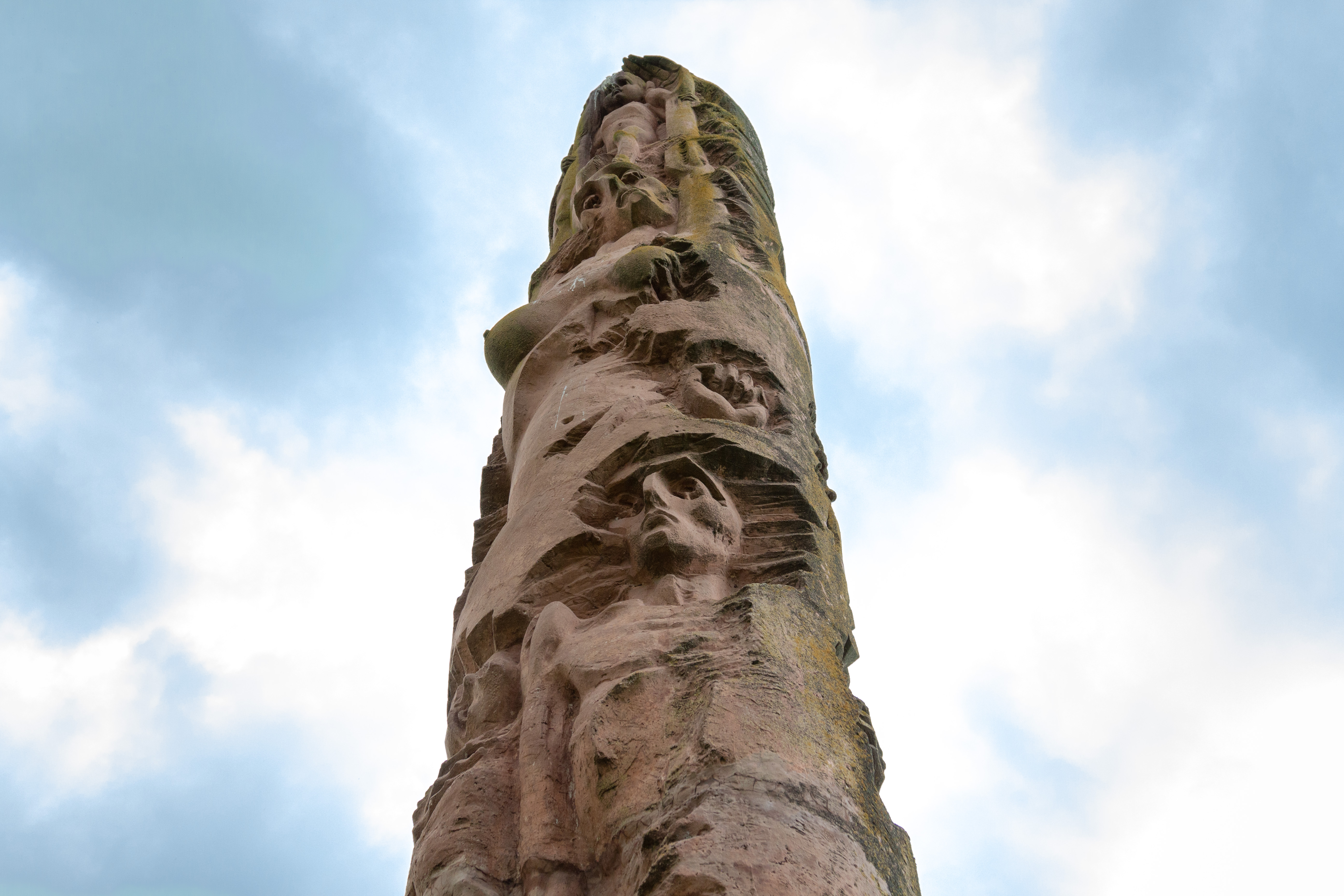
Монумент жертвам Голокосту, с. П'ятидні
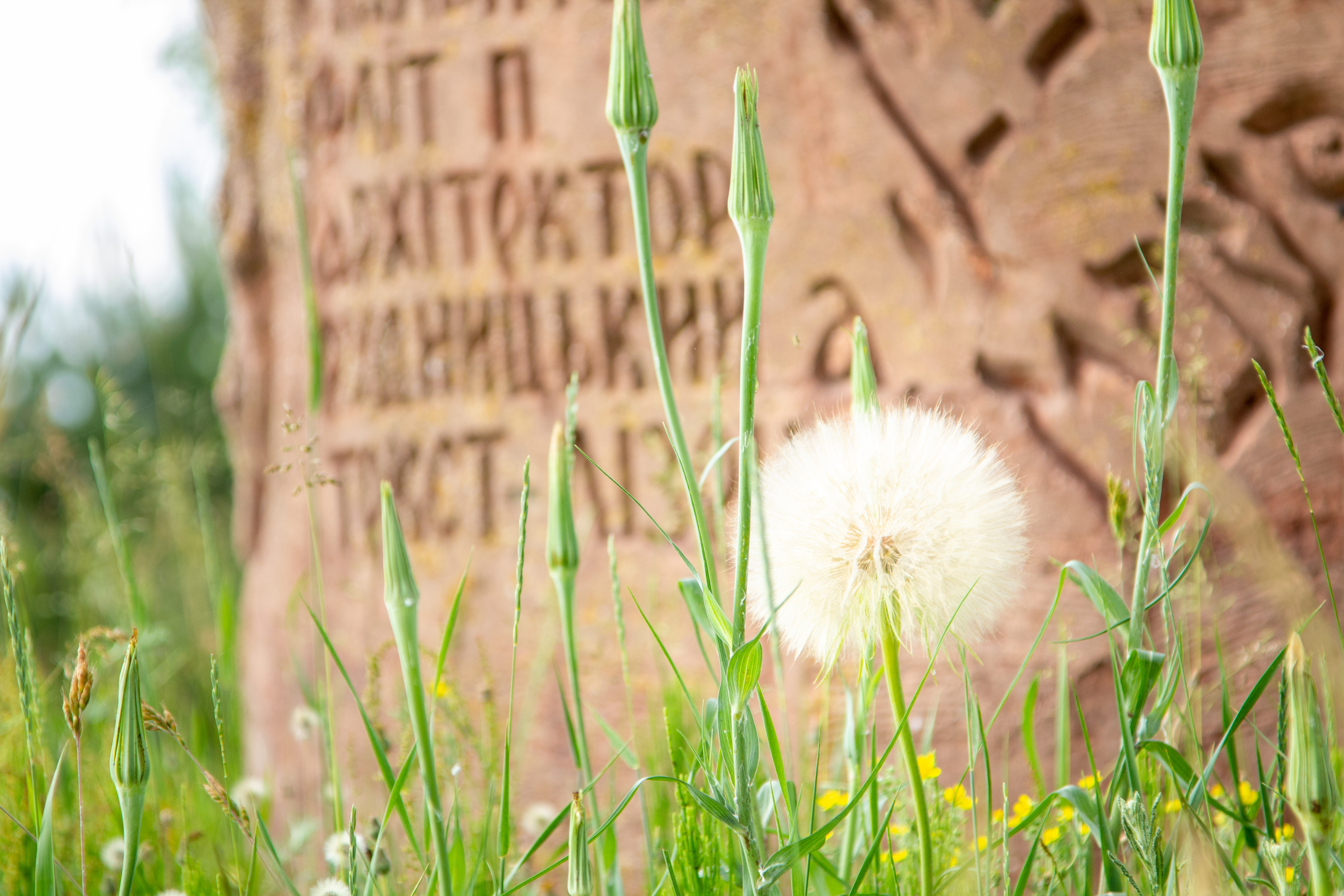
Монумент жертвам Голокосту, с. П'ятидні
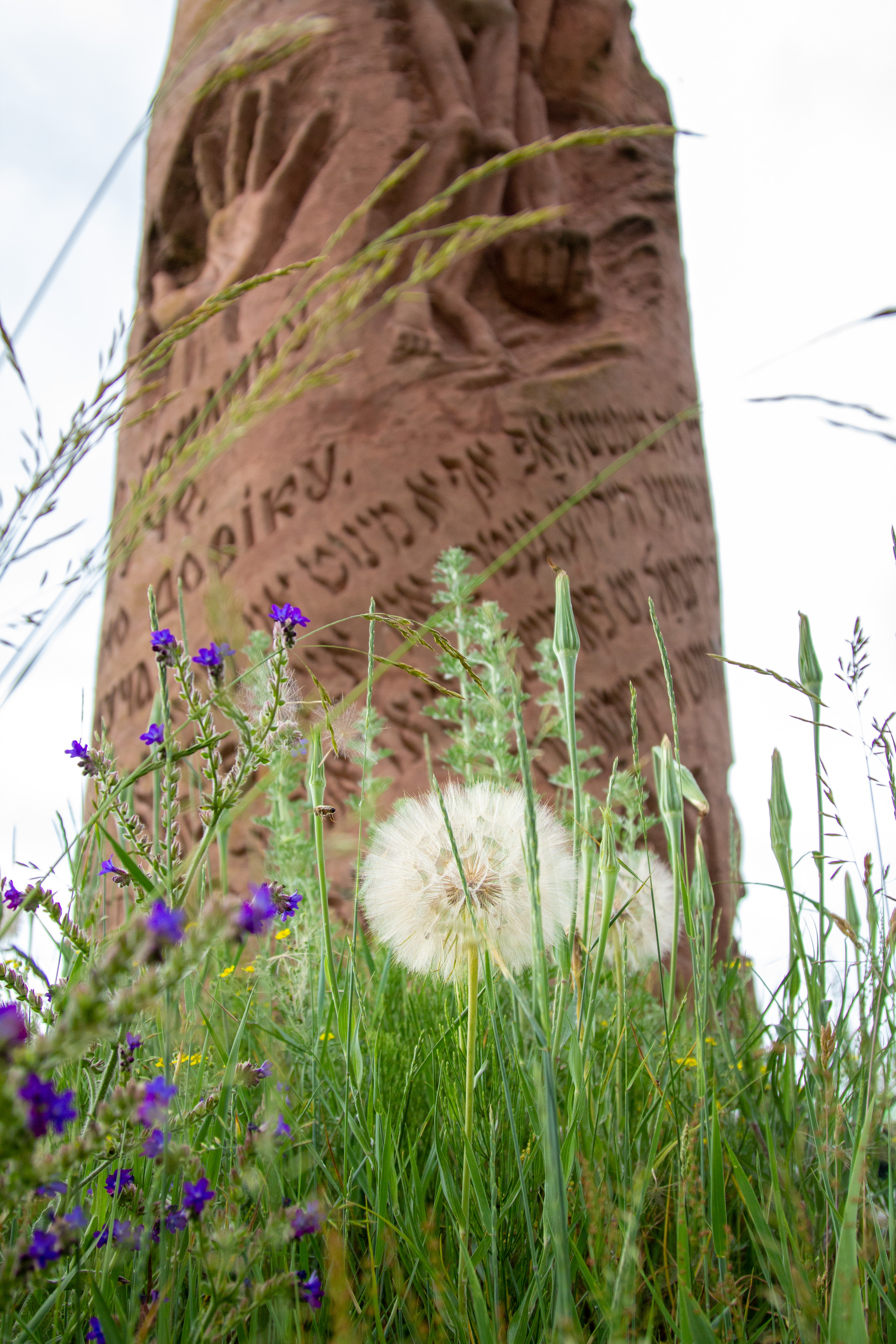
Монумент жертвам Голокосту, с. П'ятидні

## Галерея 2

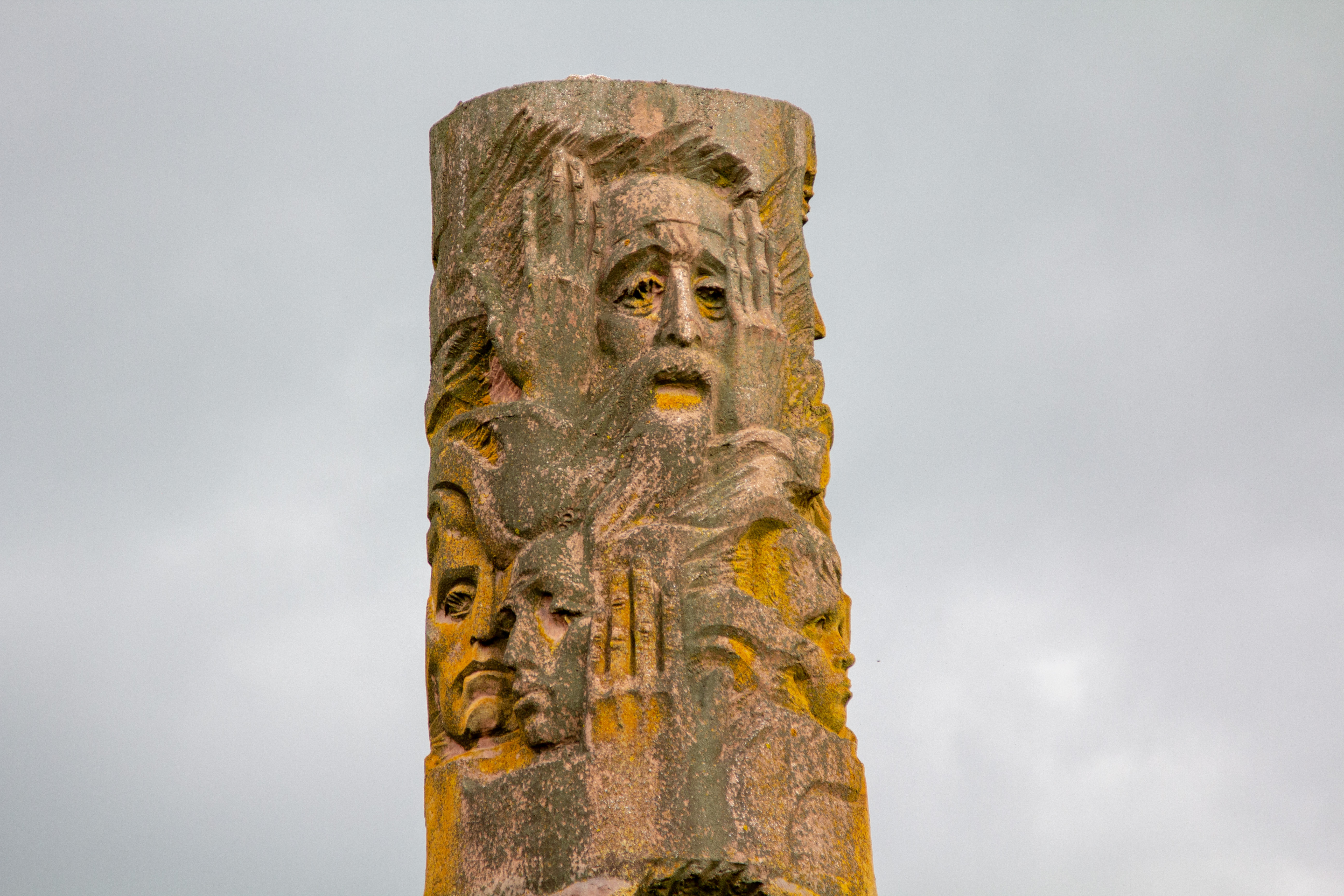
[1]Монумент на Меморіалі жертвам нацизму, с. П'ятидні. Фрагмент: "Рабин"

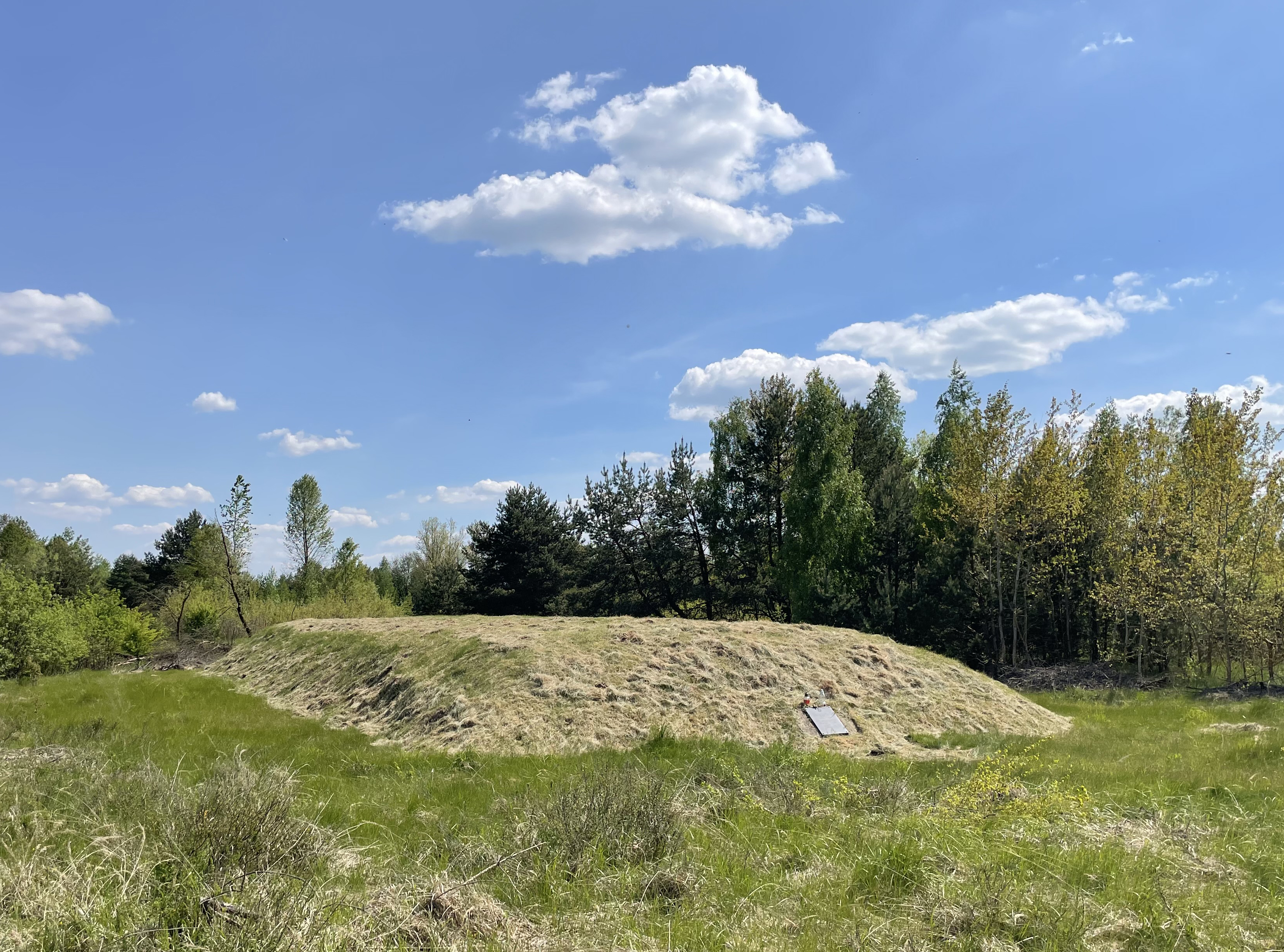
Братська могила №2 (2). Меморіал жертвам Голокосту с.П'ятидні. Фото — В. Музиченка

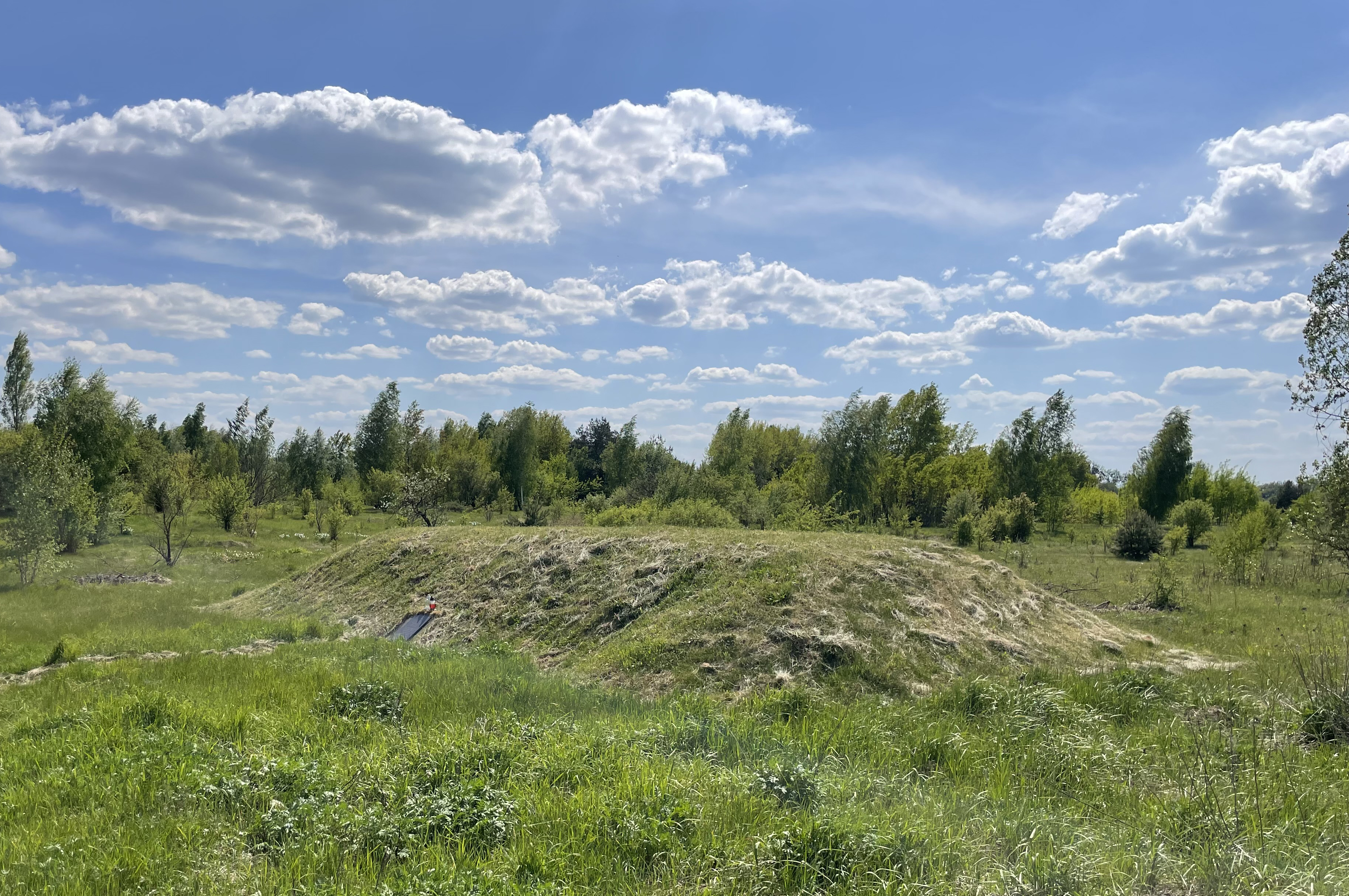
Братська могила №3 (1). Меморіал жертвам Голокосту с.П'ятидні. Фото — В. Музиченка

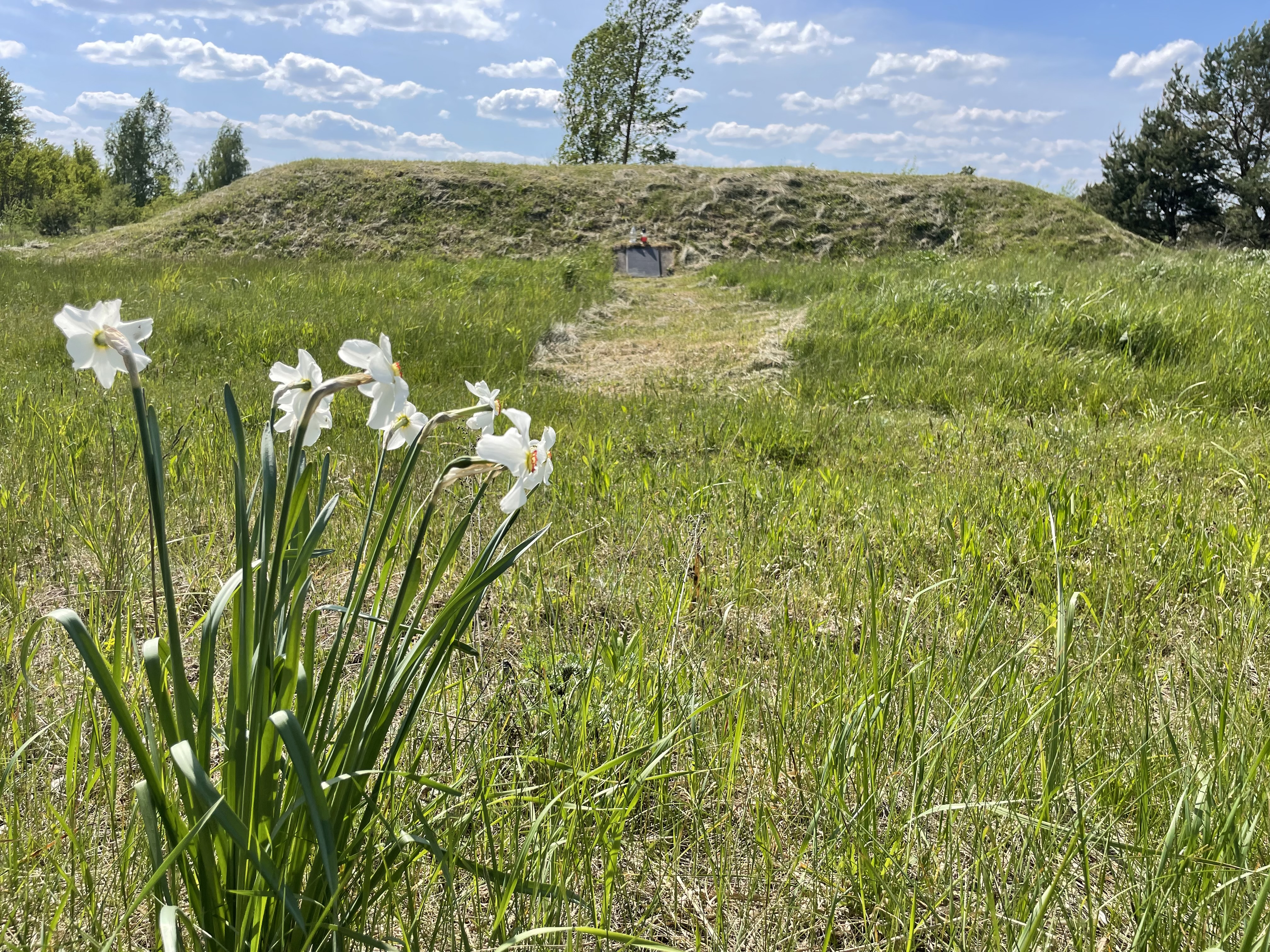
Братська могила №3 (2). Меморіал жертвам Голокосту в с.П'ятидні. Фото — В. Музиченка

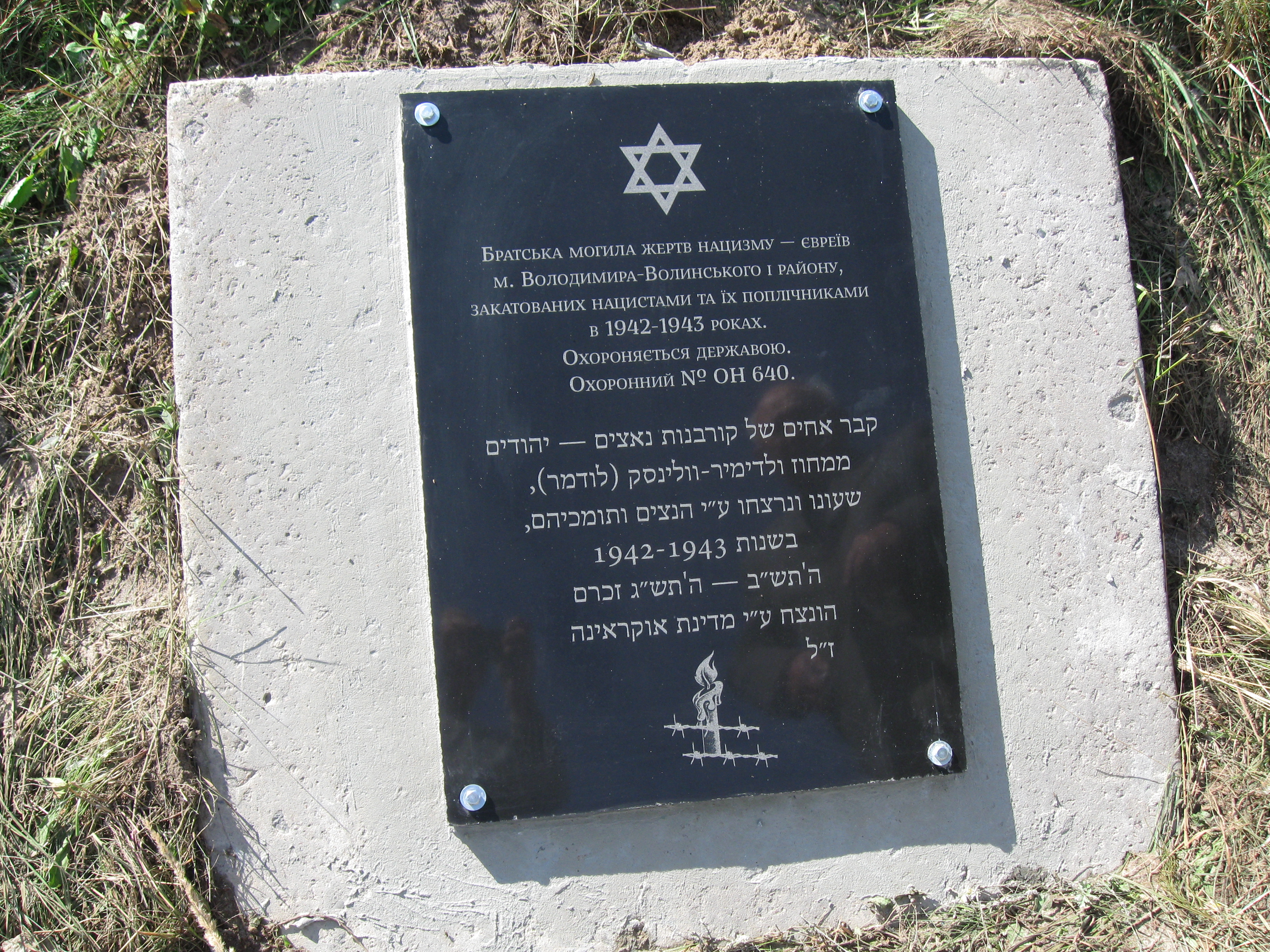
Меморіальна табличка на братській могилі. Меморіал жертвам Голокосту в с.П'ятидні. Встановлено в 2014р. Фото — В. Музиченка

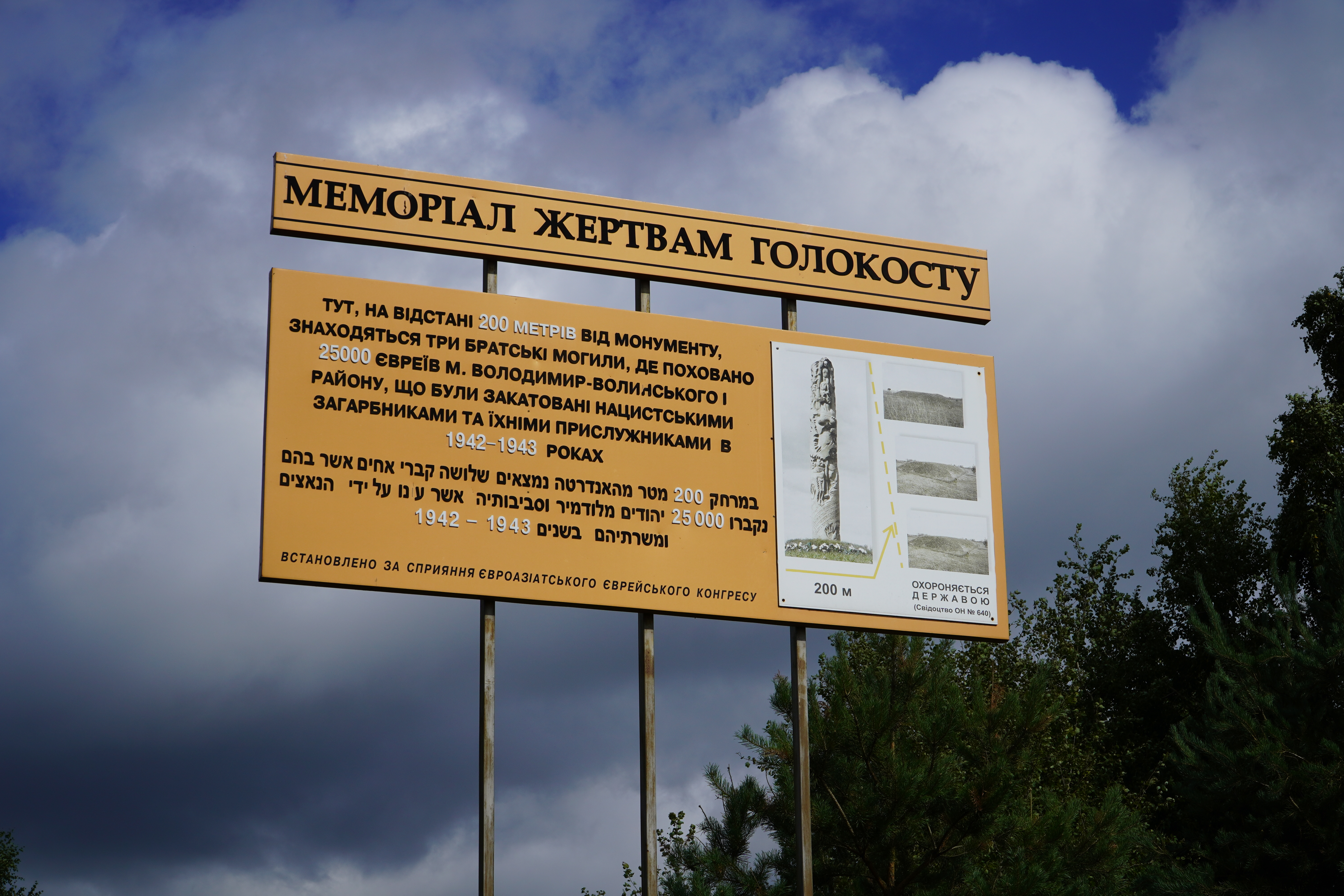
Інформаційний щит на меморіалі жертвам Голокосту в с.П’ятидні. Встановлено в 2010р. Фото — В. Музиченка

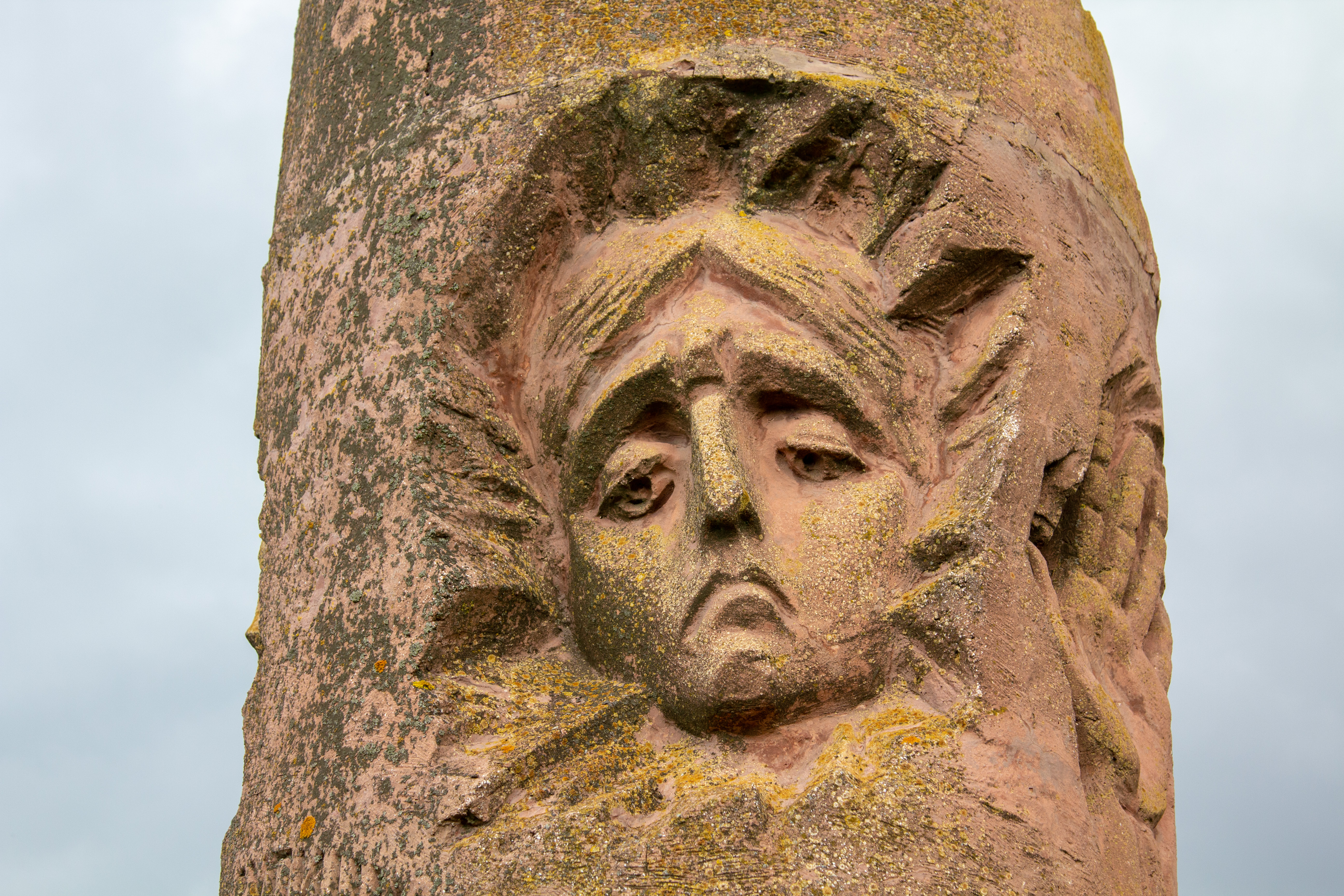
Монумент на Меморіалі жертвам нацизму, с. П'ятидні. Фрагмент: "Жінка у відчаї"
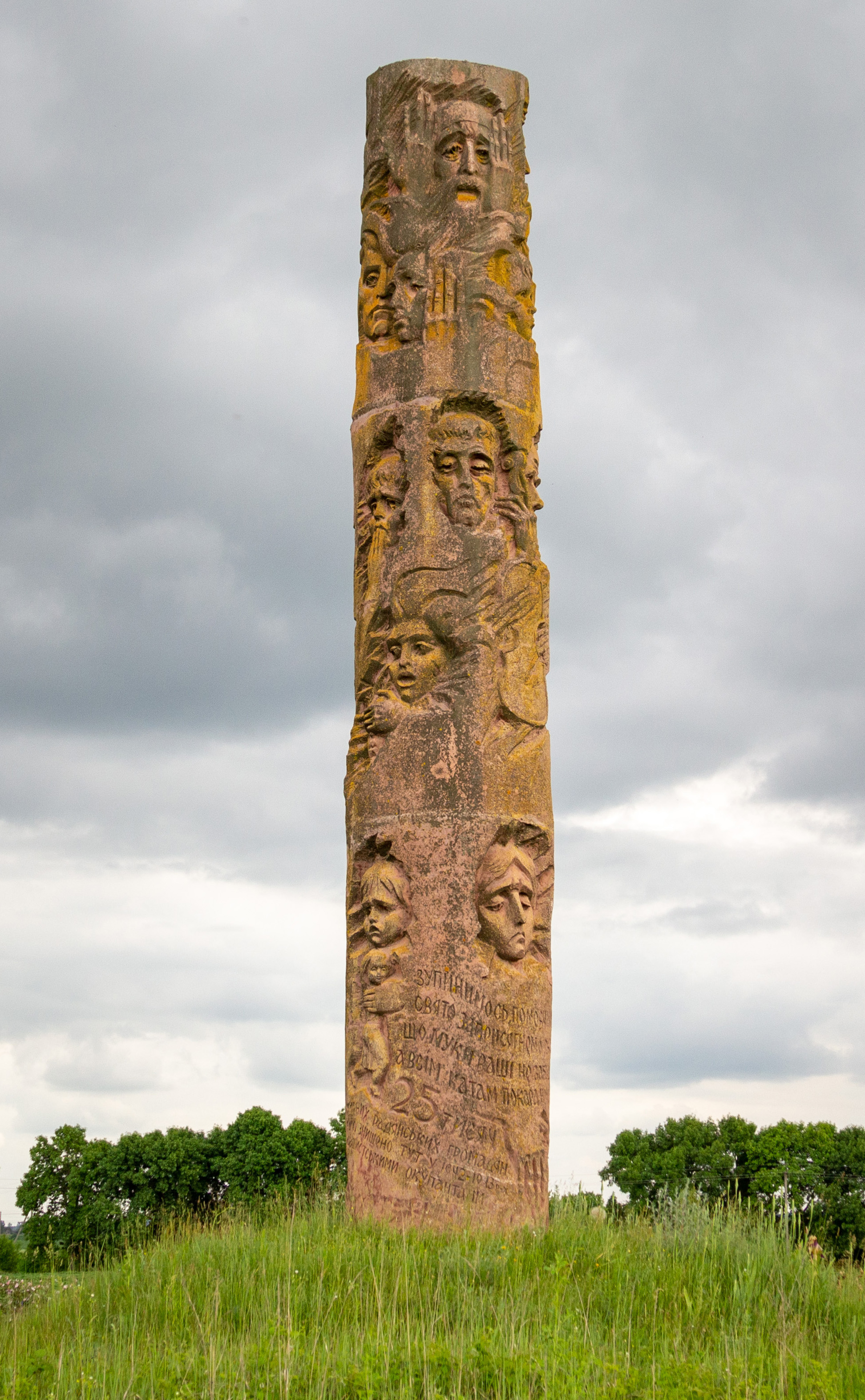
Монумент на Меморіалі жертвам нацизму, с. П'ятидні

1. ↑  Музиченко, Володимир Анатолійович (2021). Володимир Єврейський. Історія і трагедія єврейської громади Володимира-Волинського. Нововолинськ: Формат,. с. 432. ISBN 978-966-2557-07-7.{{cite book}}:  Обслуговування CS1: Сторінки з посиланнями на джерела із зайвою пунктуацією (посилання)